# Academismo no Brasil

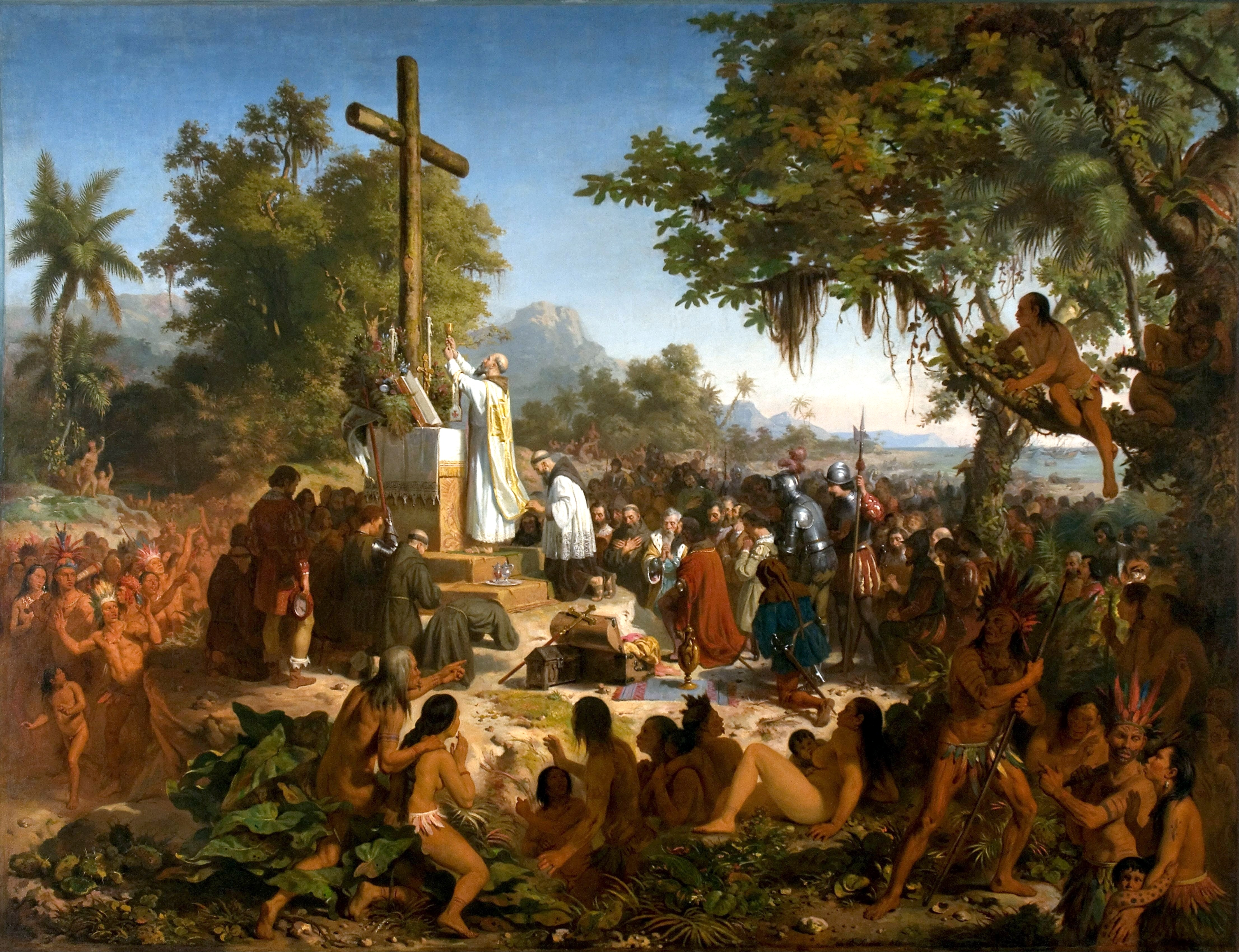
Victor Meirelles: A primeira missa no Brasil, 1861, Museu Nacional de Belas Artes

O Academismo no Brasil foi a expressão institucionalizada de todo o sistema de arte que prevaleceu no Brasil do início do século XIX até o início do século XX, baseado nos princípios das academias de arte europeias. Nasceu com a Escola Real de Ciências, Artes e Ofícios fundada por Dom João VI em 1816 por incentivo da Missão Artística Francesa, floresceu com a Academia Imperial de Belas Artes e o mecenato de Dom Pedro II e encerrou-se com a incorporação de sua sucessora republicana, a Escola Nacional de Belas Artes, pela Universidade Federal do Rio de Janeiro, em 1931.
Antes que um estilo específico, o Academismo é, estritamente falando, um método de ensino artístico profissionalizante de nível superior, equivalente ao ensino universitário moderno. No Brasil tal sistema foi introduzido no período de vigência do Neoclassicismo, estilo do qual foi um dos principais motores de difusão, e depois absorveu estéticas românticas, realistas, simbolistas e outras que deram o tom à virada do século XIX para o XX, expurgando delas o que não se enquadrasse na formalidade da Academia.
A estreita ligação da arte acadêmica brasileira com o poder constituído ampliou o significado do termo fazendo do Academismo nacional tanto um sistema de ensino quanto um movimento filosófico e um ato político, como um laboratório para a formulação de importantes símbolos da identidade nacional e uma vitrine para a sua divulgação, contribuindo para tornar o seu tempo de vigência um dos mais ricos, complexos, movimentados e interessantes da história da arte brasileira. Seu pujante legado em arte permanece significante até os dias de hoje. Apesar de o termo Academismo se aplicar mais comumente na História da Arte brasileira ao período acima delimitado, o sistema acadêmico de ensino sobreviveu aos atropelos do Modernismo e das correntes vanguardistas do século XX, embora se tenha modificado, inserindo-se no ambiente das escolas de arte das modernas universidades, que hoje produzem e teorizam a arte em alto nível e são filhas diretas da Escola fundada por Dom João e os franceses.

## O modelo acadêmico europeu e o contexto brasileiro

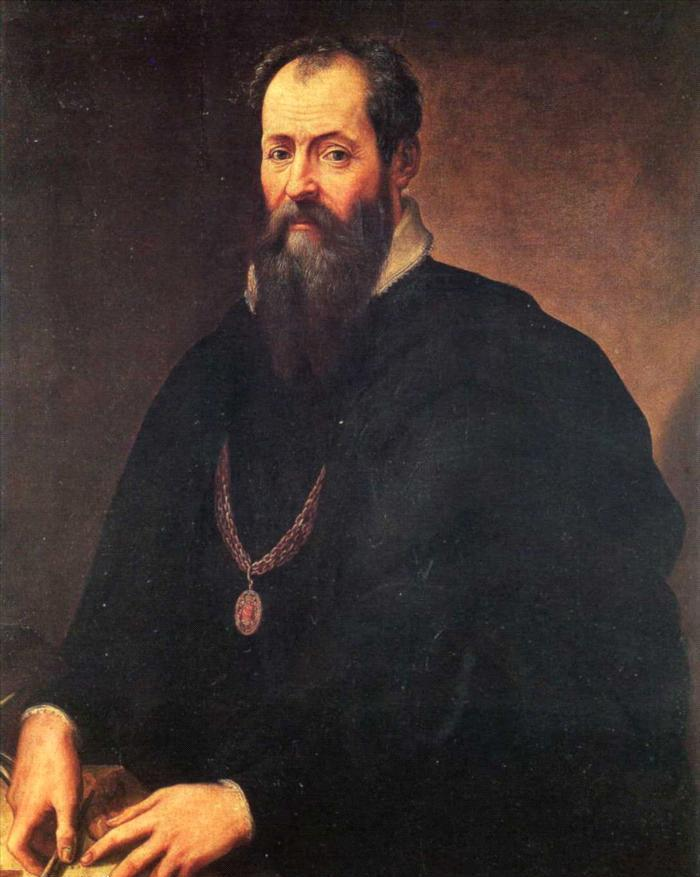
Giorgio Vasari: Auto-retrato

As academias de arte nasceram no final do Renascimento. Antes a produção artística ocorria através de corporações de artesãos e de ateliês coletivos, as guildas, que muitas vezes tinham um caráter de entidade de classe, onde o aprendizado acontecia de modo essencialmente informal. Não havia aulas regulares, nem uma metodologia sistematizada. Procurando organizar esse sistema e elevar o status da arte de uma função artesanal qualificada para um ofício liberal, fundou-se em Florença, em 1563, sob o incentivo de Vasari e a proteção de Cosmo de Médici, a Accademia del Disegno. Inicialmente oferecendo apenas palestras teóricas e aulas de anatomia, e na prática não diferindo muito de uma guilda como as outras, logo a Accademia del Disegno tornou-se uma instituição educativa respeitada, responsabilizando-se pelo treinamento de pintores, escultores e arquitetos, e se transformou na instância de assessoria governamental para todos os assuntos de obras públicas da cidade. Em 1593 fundou-se em Roma a Accademia di San Luca, com uma organização já bem mais objetiva e um cronograma de aulas mais consistente  Consolidando-se com a experiência dos anos, o sistema de educação acadêmico tornou-se bastante padronizado, baseado em princípios práticos e teóricos, incluindo desenho de observação e cópias de modelos consagrados, geometria, anatomia e perspectiva, história e filosofia. Adotando a ideia de que a arte pode ser ensinada, transmitida em sua completude, e que o talento apenas não conduzia a lugar nenhum sem um treinamento disciplinado e metódico, ficava problematizada a noção de originalidade individual, mas distinguia-se a arte do artesanato por situar o artista numa esfera superior, a do intelectual e do profissional liberal. Para os acadêmicos o ponto de partida era a tradição, acreditando que se fossem adotados os mesmos pressupostos teóricos e técnicos observados no trabalho dos mestres consagrados, seria possível alcançar o mesmo patamar de qualidade.

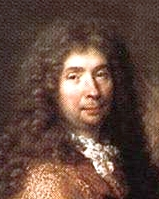
Charles Le Brun

Seguindo o exemplo italiano, em 1648 foi fundada em Paris a Academia Real de Pintura e Escultura, com o mesmo propósito de ensinar arte como uma profissão liberal. Com o suporte financeiro do governo de Luís XIV e sob a direção de Le Brun, a Academia francesa desenvolveu uma sólida ortodoxia estética e uma filosofia alinhada à política propagandística do Estado que controlou quase por completo da arte produzida na França, exercendo grande influência em toda a Europa e sendo especialmente fértil e marcante durante o Neoclassicismo. E desta fonte vem o Academismo brasileiro. Assim, "Academismo" não é tanto um estilo específico, pois acadêmicos houve desde o século XVI, atravessando todos os estilos sucessivos — Renascentista, Maneirista, Barroco, Neoclássico, etc — mas trata-se de um sistema de ensino dirigido por critérios pedagógicos e estéticos tradicionais e formalizados. O termo artista acadêmico significa, a rigor, simplesmente aquele que ingressou e foi treinado em qualquer uma das academias de arte.

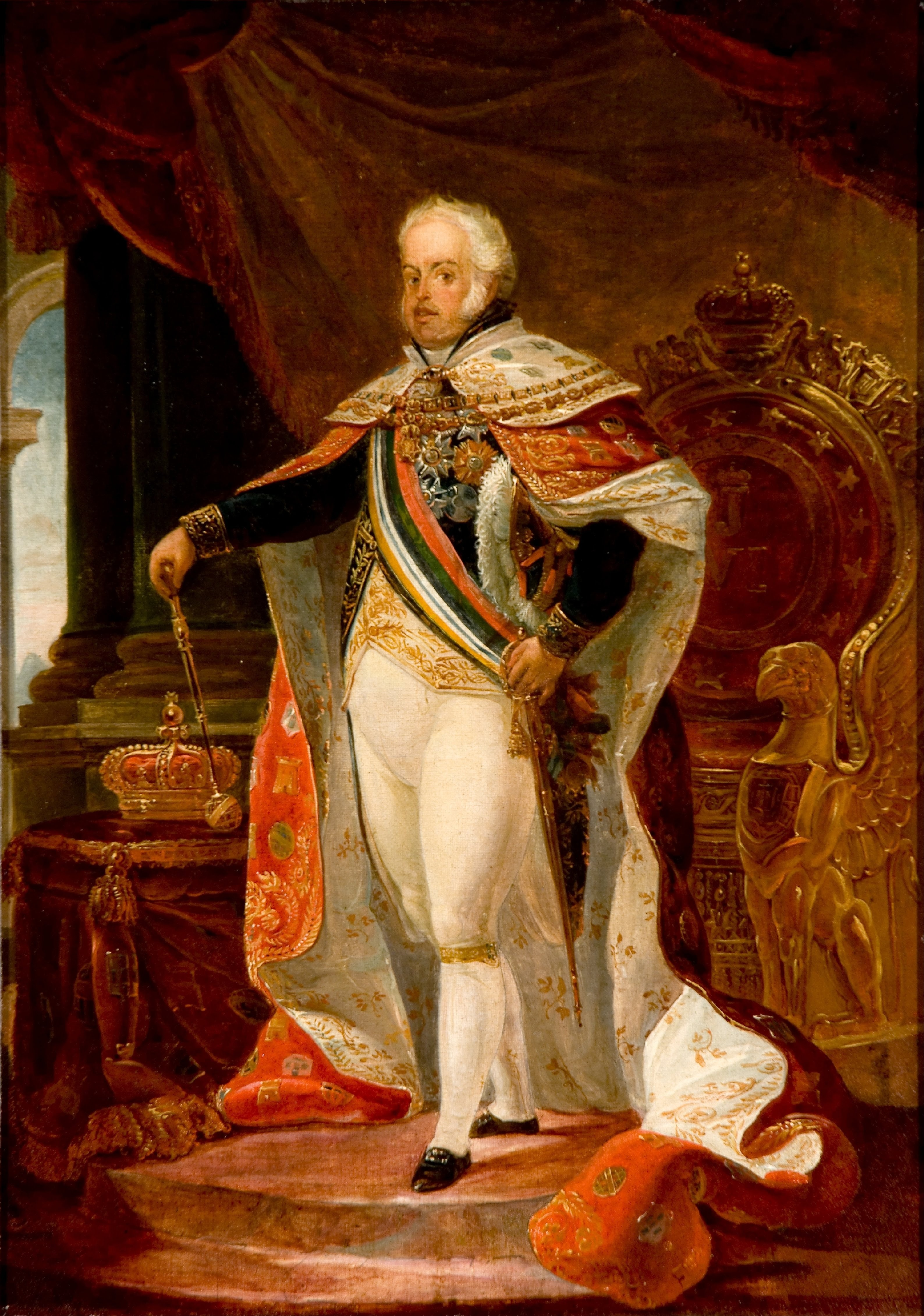
Debret: Dom João VI em trajes de sua aclamação, 1816. MNBA

Até ao início do século XIX o ensino de arte ocorria no Brasil de modo largamente informal, nas oficinas dos artistas e seus discípulos, em tudo semelhantes às guildas europeias. O Estado subvencionava apenas uma modesta escola, a Aula Régia de Desenho e Figura, fundada em 1800 no Rio de Janeiro e dirigida por Manuel Dias de Oliveira. A transferência da corte portuguesa para o Brasil em 1808 gerou profundas modificações culturais, sociais e institucionais no país, até então uma colônia de economia extrativa e agrária. Foram reorganizadas as instituições, os serviços públicos, a administração em geral, e sentia-se a necessidade de atualizar o Brasil com as correntes culturais mais avançadas que se desenvolviam na Europa da época. Ao mesmo tempo, havia séria carência de profissionais preparados para atender às crescentes demandas por artífices e mestres em várias especialidades técnicas, como a arquitetura, o urbanismo e a engenharia, especialidades que, no costume da época, se sobrepunham e eram muitas vezes ensinadas nos cursos de arte, e que seriam valiosas para a industrialização e modernização da colônia, logo elevada à condição de Reino Unido a Portugal. Assim, a instituição de uma academia de artes no Brasil atenderia a diversas necessidades, práticas e culturais.

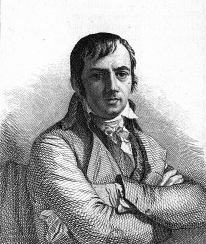
Joachim Lebreton

Neste cenário em rápida transformação, em 1816 oportunamente chegou ao país a Missão Artística Francesa, propondo a criação de uma escola de artes inspirada no modelo da respeitada Academia francesa. Seu projeto envolvia a criação de cursos graduados de formação tanto para futuros artistas como para técnicos em atividades auxiliares como a modelagem, a decoração, a carpintaria e outras. Joachim Lebreton, o líder da Missão e idealizador do projeto, sistematizou o processo e os critérios de avaliação e aprovação dos alunos, o cronograma e currículo de aulas, sugeriu formas de aproveitamento público dos formados e projetou a ampliação de coleções oficiais com suas obras, discriminando também os recursos humanos e materiais necessários para o bom funcionamento da Escola. Reconhecendo pragmaticamente que a grande arte continuaria mesmo num mundo transformado pela Revolução, mudando-se apenas as monarquias pela burguesia abastada, Lebreton propôs, não obstante, um projeto decalcado em uma tradição já de significativa antiguidade, mas que era eminentemente prático e tinha uma eficiência comprovada pelo tempo, e que àquela altura era inédito no Brasil e mesmo em Portugal. Imediatamente acolhida por Dom João VI, esta proposta levou à fundação da Escola Real de Ciências, Artes e Ofícios. Criavam-se as condições iniciais para o nascimento de um novo sistema de arte no Brasil, que estaria inextricavelmente ligado ao funcionamento da academia como instituição. Entretanto, em seus primeiros tempos a Escola enfrentaria sérias dificuldades e levaria pelo menos dez anos para se estabelecer e entrar em funcionamento definitivo, conduzindo à sua reabertura em 5 de novembro de 1826, em presença do imperador Dom Pedro I, como Academia Imperial de Belas Artes.

### Primórdios: A Academia de Lebreton
O Academismo representou uma revolução nos métodos brasileiros de ensino de arte, constituindo a vanguarda da época. Afonso Taunay sintetizou seu significado quando disse que "ao empirismo, ou automatismo dos processos correntes de aprendizagem artística e profissional, substituiu uma metodologia. Terminava a época antididática e iniciava-se a de caráter didático.... Na pintura — o antigo, a mitologia e a história substituíram a obra quase que exclusivamente sacra dos 'santeiros' pictoriais da colônia e do último Vice-Reinado". Quanto ao método, o ensino se desenvolveria nas seguintes etapas:
- Desenho geral e cópia de modelos dos mestres, para todos os alunos;
- Desenho de vultos e da natureza, e elementos de modelagem para os escultores;
- Pintura acadêmica com modelo vivo para pintores; escultura com modelo vivo para escultores, e estudo no atelier de mestres gravadores e mestres desenhistas para os alunos destas especialidades.

Para a arquitetura haveria também três etapas divididas em teóricas e práticas:
- Na teoria:
  - História da arquitetura através de estudo dos antigos;
  - Construção e perspectiva;
  - Estereotomia.
- Na prática:
  - Desenho;
  - Cópia de modelos e estudo de dimensões;
  - Composição.

Ao mesmo tempo, Lebreton previu a educação de artífices auxiliares com a introdução de cursos técnicos. Seu plano era extensivamente detalhado, mas sabe-se que suas linhas diretivas não foram levadas a cabo na primeira instalação da Academia Imperial. Lebreton logo morreu e foi substituído por Henrique da Silva, ferrenho opositor dos franceses, que suprimiu cursos técnicos, fazendo Debret deplorar o rumo que as coisas tomavam, levando "o ensino da Academia sucumbir aos erros e vícios do Antigo Regime".

### Estabilidade

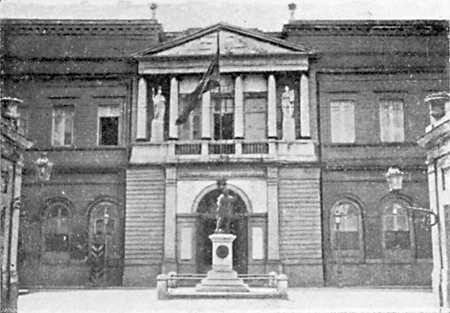
O prédio da Academia Imperial, projeto de Grandjean de Montigny

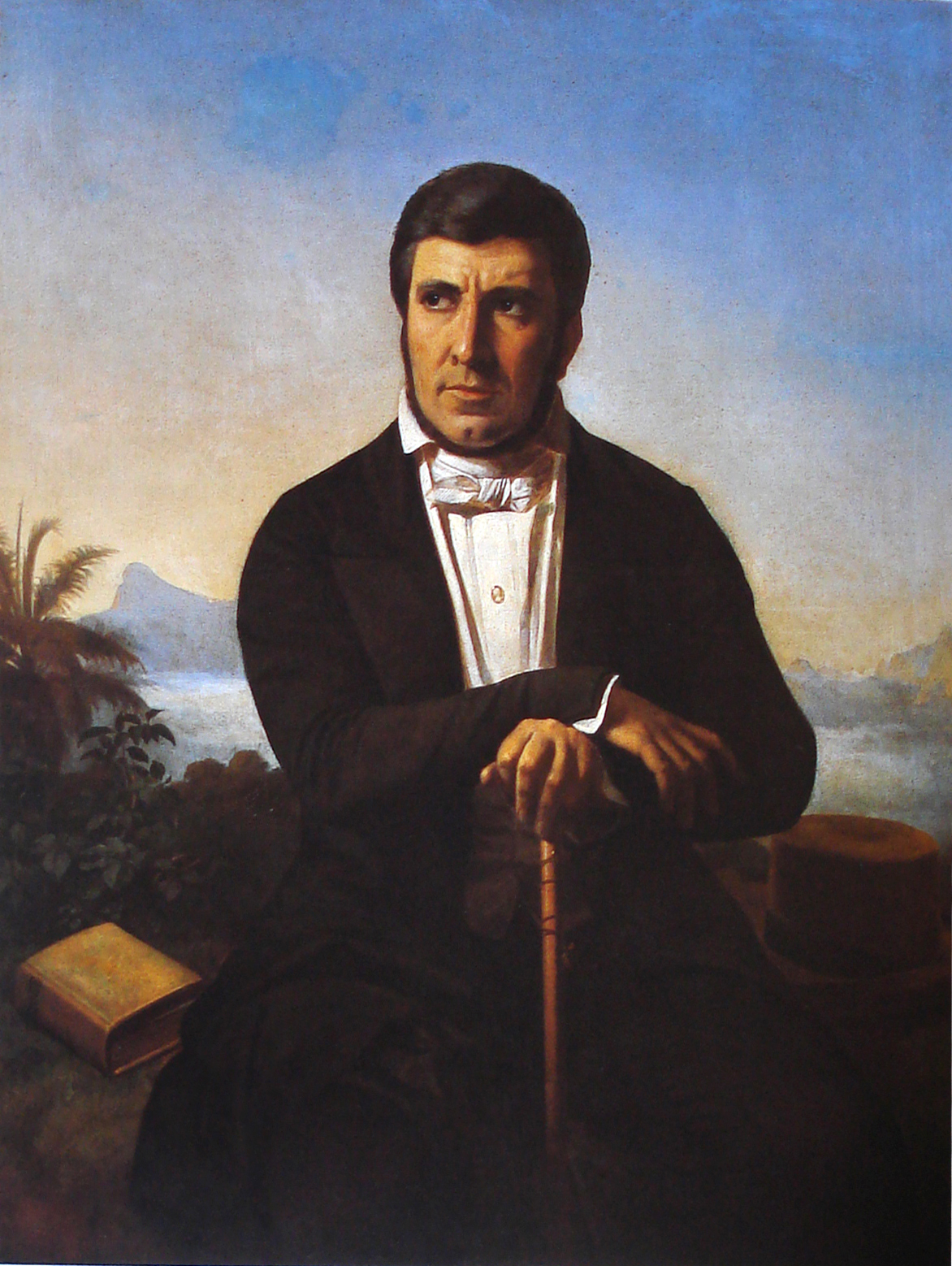
Ferdinand Krumholz: Retrato de Manuel de Araújo Porto-alegre, 1848. MNBA

O estudo do Academismo no Brasil está vinculado ao conhecimento da história da Academia Imperial, o centro de irradiação do novo sistema de ensino e produção de arte que se tornaria dominante sobre todo o Brasil, tomada como modelo para a abertura de cursos semelhantes em outros locais. A fórmula de Lebreton era abrangente, porém, nunca pôde ser implementada em sua completude. A Reforma Lino Coutinho, de 1831, de fato apenas reafirmou a dupla vocação da escola como centro de preparação de artistas e artífices preconizada pelo francês, depois de um início em funcionamento parcial. Essa reforma foi a diretriz básica da gestão de Félix Taunay, filho de Nicolas, que voltara à sua França desiludido com as delongas e intrigas que cercavam o projeto. Félix organizou a biblioteca da Academia e traduziu fontes estrangeiras de referência teórica, instituiu os prêmios de aperfeiçoamento através das bolsas de estudo, e organizou as Exposições Gerais, embora também não tenha amparado os cursos técnicos.
Com a estabilidade política e social do segundo reinado, e com o constante apoio do novo imperador D. Pedro II, a Academia Imperial iniciou um ciclo de prosperidade, mas nunca foi um local pacífico, e sempre sofreu com diversas carências de infra-estrutura. Ouviam-se repetidas queixas sobre o baixo nível de instrução geral dos alunos e de sua produção, alegadamente fraca e escassa, e são já lendárias as disputas administrativas e estético-pedagógicas, tanto internas como externas, o que seria de esperar para uma proposta que veio com o objetivo de fundar todo um novo sistema de arte e suprimir práticas antigas e arraigadas bem diferentes. Entre fraquezas e sucessos, a Academia Imperial centralizava as atenções, prosperava e se fazia cada vez mais presente na cena artística carioca e, por extensão, brasileira, uma vez que passou a desempenhar um papel decisivo na direção dos rumos da arte nacional. Ao longo dos anos a instituição foi crescendo e tentando aprimorar suas práticas, várias vezes reestruturando ou aperfeiçoando o currículo e instituindo os prêmios de viagem com bolsas de aperfeiçoamento no exterior. Na segunda metade do século o sistema acadêmico atingiu o seu auge, quando a estrutura administrativa e o ensino da Academia Imperial se estabilizaram, uma sucessão de alunos e mestres notáveis freqüentaram as classes e a cena artística passou a contar com a crescente e dinâmica participação de artistas estrangeiros, que muitas vezes vinham já com a bagagem de estudos completos em academias europeias e contribuíam dando aulas, como foi o caso de François-René Moreaux e Georg Grimm, ou que foram treinados na própria Academia Imperial e depois se tornaram figuras importantes, como Augusto Müller e Giovanni Battista Castagneto.
Mas nessa altura uma série de novas críticas exigiam uma atualização da escola. Araújo Porto-alegre assumiu a direção a partir de 1854, propondo uma nova reforma no currículo e nos métodos de ensino, a chamada Reforma Pedreira. Conforme prova seu discurso de posse, ele estava perfeitamente cônscio das limitações culturais e infra-estruturais do Brasil e tentou reestruturar o sistema de produção de arte sedimentando sua base:
"Não venho com desejos infundados, nem com a vaidade de ostentar exposições públicas em um país novo, no qual a riqueza e a aristocracia ainda não chamaram as belas artes para adornarem seus brasões e suas liberalidades. Todos nós sabemos que as exposições artísticas só brilham naqueles países em que se compram estátuas e painéis originais, e onde continuamente o arquiteto planeja edifícios que se executam na praça pública. Todos sabem que unicamente Suas Majestades são as que compram objetos de arte nas exposições... A nossa missão será de uma ordem mais modesta porém mais útil e mais necessária à atualidade: ... antes do artista deve-se preparar o bom artífice, assim como antes deste já deve existir o necessário artesão".
Ao mesmo tempo tinha altos objetivos para a formação dos artistas. Em sessão solene de setembro de 1855 propôs os "30 pontos artísticos para serem desenvolvidos pelos srs. Membros da Academia", muitos de caráter filosófico e não meramente administrativo, evidenciando que o sistema como um todo já estava bem estabelecido e podia refletir sobre si mesmo. Araújo foi dinâmico, tinha ideias modernas e retomou princípios de Lebreton que haviam sido negligenciados, como a preocupação com os cursos técnicos, criando diversas novas cadeiras — desenho geométrico, desenho industrial, teoria das sombras e perspectiva, matemáticas aplicadas, escultura de ornatos, e história e teoria das artes. Defendeu os professores em pleitos diversos, ampliou o edifício da Academia para acomodar a Pinacoteca, enfatizou a importância da educação geral dos artistas e de sua contribuição para a formação de uma nação progressista, e conseguiu uma extensão na duração das bolsas de estudo. Também foi um defensor incansável da formulação de um vocabulário formal que espelhasse a realidade e as características distintivas da natureza e do povo brasileiros, e não fosse apenas uma transposição automática das soluções programadas pelo estilo europeu. Seu programa e suas próprias críticas a colegas de docência despertaram forte oposição em setores conservadores, fazendo com que seu mandato fosse breve — demitiu-se em 1857 — mas suas inovações orientaram o funcionamento da Academia Imperial até a República. Depois foi elogiado até por Gonzaga Duque, um conhecido crítico da Academia.

## O ensino artístico
Para a elaboração e julgamento de uma obra o sistema acadêmico se pautava por rigorosos preceitos técnico-formais, que, para serem atendidos, exigiam profundos conhecimentos de anatomia, perspectiva e técnicas específicas de cada modalidade artística. Tais conhecimentos eram sistematizados graduadamente e sua assimilação, testada periodicamente em bancas de júri através da apresentação de peças de prova, obras compostas especificamente para atestar o progresso do aluno. O processo levava diversos anos para se completar, exatamente como é o sistema acadêmico atual, no sentido de universidade, formando o profissional em nível superior. Segundo Cybele Fernandes,

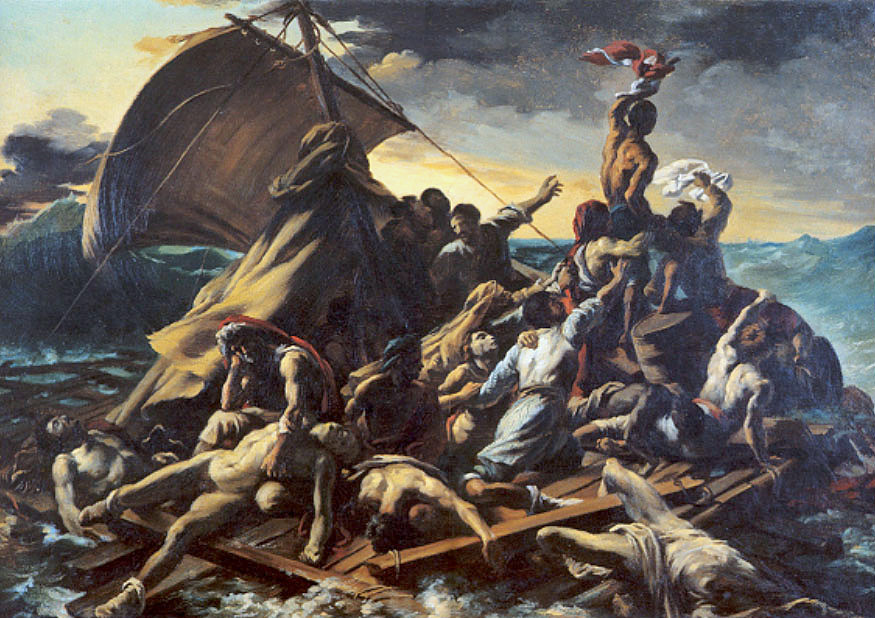
Théodore Géricault: A balsa da Medusa, cópia realizada por Victor Meirelles quando ainda um estudante na Europa. Museu Victor Meirelles

"A tradição neoclássica consagrava o método analítico que tinha no professor um observador e orientador atento. Sem negligenciar a atenção à liberdade criadora do aluno, o mestre deveria conduzi-lo na valorização da necessidade das regras, da beleza ideal, da graça, da harmonia da composição, do bom gosto. Nesse sentido, o conhecimento da história sagrada, da mitologia clássica e dos símbolos era essencial ao exercício das composições alegóricas e para a formação geral do aluno". 
O corpo teórico que norteava o ensino acadêmico devia muito à noção de interdependência das artes entre si e com as humanidades, onde a literatura e a retórica desempenhavam um papel importante. No modelo francês, parte do ensino era realizado tomando-se uma obra como tema de uma palestra, e a partir dela um preceptor discorria sobre as suas qualidades e defeitos técnicos, sobre sua linhagem estilística e sobre seus significados e referências para o universo cultural como um todo. Por exemplo, muitos dos tratados de pintura eram baseados em obras sobre retórica, pois esta arte buscava atrair a atenção da audiência e convencê-la do ponto de vista defendido no discurso. O bom orador fazia uso de uma série de figuras de linguagem, de uma gestualidade eficiente, de expressões cuidadosamente selecionadas na face e por vezes se valia até mesmo dos trajes que usava, recorrendo a todos os recursos para tentar formar para a plateia um panorama sobre o tema tratado que tinha muito o caráter de uma dramatização teatral e de uma visualização mental. Boa parte desse repertório da linguagem verbal e da encenação foi transposto diretamente para as artes visuais, e deu origem a uma iconografia padronizada que com o tempo se tornou os elementos básicos da linguagem visual assim como as palavras o são do discurso falado, sendo compreendidos por todos sem dificuldade e carregando automaticamente a leitura de cada personagem pintado ou esculpido de determinada maneira para um significado convencional pré-estabelecido.

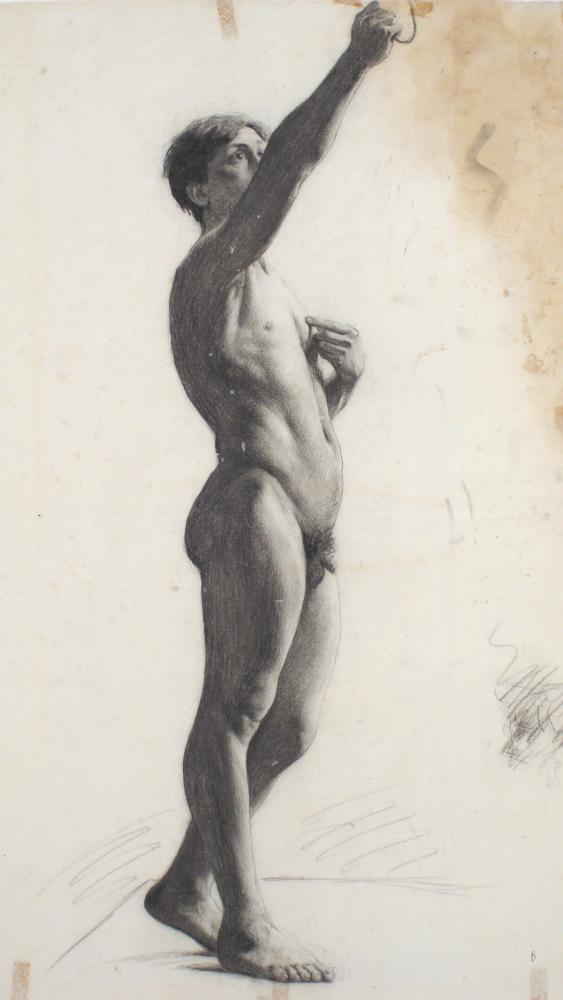
Pedro Weingärtner: Estudo, 1878. Pinacoteca Barão de Santo Ângelo

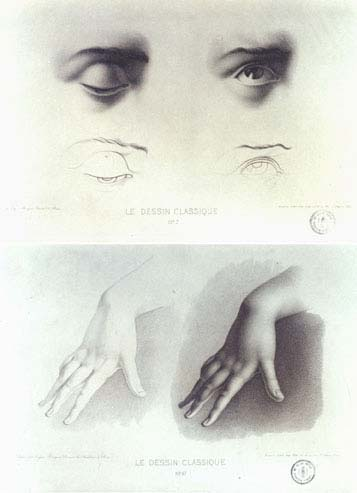
Estudo de olhos e mãos, gravura, século XIX. Um dos inúmeros modelos gráficos importados para o estudo dos alunos. Museu Dom João VI

O exaustivo estudo do corpo humano e o cabal domínio de sua representação em todas as posições e expressões eram pré-requisitos para o sucesso do artista acadêmico. Os pintores, por exemplo, além de uma convincente e correta descrição do corpo humano, deveriam ser capazes de criar a ilusão de um espaço real onde seus personagens se moveriam, e a conquista dessa verossimilhança em uma pintura a óleo — a técnica de pintura típica do Academismo — é um processo longo e complexo, que além de talento artístico necessita de muito preparo em matérias científicas e culturais. Para o escultor e o arquiteto havia preparos específicos, com a inclusão de vários outros saberes técnicos e ciências, como por exemplo o da fundição e a engenharia, respectivamente.
Para a maestria em qualquer uma das artes supracitadas o desenho era básico, sem ele nada era possível. Havia cursos de desenho geométrico, desenho de ornamentos, desenho de estátuas, de elementos da natureza, de elementos arquitetônicos, e por fim, coroando todos, o desenho de modelo vivo, capacitando o aluno a representar as cenas, grupos e panoramas complexos que se esperavam dele no futuro, na pintura, gravura e escultura. Para um melhor aprendizado existiam diversas coleções de itens auxiliares: desenhos e estampas de mestres europeus, moldes de partes do corpo humano, desenhos de corpos nus, em detalhe e completos, nas mais diversas posições, cópias de telas ou estátuas célebres, pois um elemento importante na metodologia acadêmica de ensino era a prática da cópia, tanto de obras famosas da Antiguidade como de autores modernos consagrados, divulgadas através dessas reproduções. Conforme dizia Victor Meirelles, quando professor da cátedra de pintura histórica, em seu relatório de apresentação de seu programa de aula:
"Os alunos que freqüentarem o primeiro ano desta aula deverão principiar o estudo da Pintura copiando os bustos e os grupos de gesso, exercitando-se depois no estudo da Natureza morta, estudos esses que muito contribuirão não só a que os alunos compreendam os efeitos do claro-escuro e da Perspectiva, como para o arranjo e distribuição dos diferentes objetos que constituem a composição, exercitando-se também, deste modo, no estudo do colorido".
Finalmente, havia disponível uma boa bibliografia especializada sobre variados tópicos da arte — tratados de anatomia e proporções, técnicas de pintura e escultura, etc, embora a fraca educação geral de grande parte dos alunos, desconhecendo línguas estrangeiras, impedisse um aproveitamento mais profundo do material oferecido. Sabendo dessas dificuldades, Félix-Émile Taunay, diretor da AIBA entre 1834 e 1854, traduziu algumas fontes e escreveu em 1837 um tratado de anatomia em português, Epitome de Anatomia Relativa as Bellas Artes, seguido de hum compendio de physiologia das paixões, e de algumas considerações geraes sobre as proporções, com as divisões do corpo humano; offerecido aos alumnos da Imperial Academia das Bellas Artes do Rio de Janeiro, contendo gravuras de faces expressando as várias emoções, uma iconografia que remontava a Charles Le Brun, pintor de Luís XIV, e quando professor de desenho de modelo vivo, Zeferino da Costa compôs um manual simplificado para consumo interno, intitulado Mecanismos e proporções da figura humana, onde compilou as informações de inúmeros tratadistas europeus e as apresentou em linguagem objetiva e acessível. A existência de tantas regras para composição e desenho não impedia mestres e alunos de compreenderem que tudo se tratava de um instrumental técnico básico, a partir do qual a fantasia e criatividade do artistas deveriam elaborar para dar vida e interesse à obra final, a fim de que ela não se tornasse mecânica. Isso fica bem manifesto num trecho do manual, onde expressa também ideais de beleza da época:
"Sobre as regras de medidas que vamos apresentar, devemos observar que não terão por fim estabelecer um tipo único, para o desenho da figura humana, nem para reduzir a termos matemáticos o gênio e a liberdade da imaginação do artista, o que seria um grande erro. O meu fim é unicamente assegurar ao artista um limite, por assim dizer, aproximado da harmonia proporcional de uma figura, porquanto, é preciso notar que não há dois indivíduos, cujos caracteres e medidas combinem exatamente, pois, em geral, oscilam, mais ou menos, as medidas entre os indivíduos, já em relação às estaturas, às idades, sexos, temperamentos, e, muito principalmente, entre as diversas raças, etc. Em suma, é para ter o artista na mente um guia científico, médio e aproximadamente exato, sobre o natural do homem bem conformado e não cair no exagero, ou na caricatura, pois todas as coisas formadas sem proporções não podem apresentar ao espectador judicioso, beleza e graça, como por exemplo, as colunas muito finas ou muito grossas, muito compridas ou curtas. Manifestamente não são belos os anãos, os gigantes, os corcundas e aleijados, apesar de serem igualmente homens. E vem a propósito notar que, sendo estas regras estabelecidas exclusivamente para os indivíduos bem conformados, claro está que, quando o artista tiver de representar indivíduos cuja estrutura não corresponde às mesmas regras, não lhe restará outro recurso, senão o do seu saber, procurando, por si, estabelecer as relações próprias do indivíduo que copiar, embora desviadas das regras do belo, e, bem assim, as de qualquer objeto que tiver de copiar, apresentando idênticas condições".

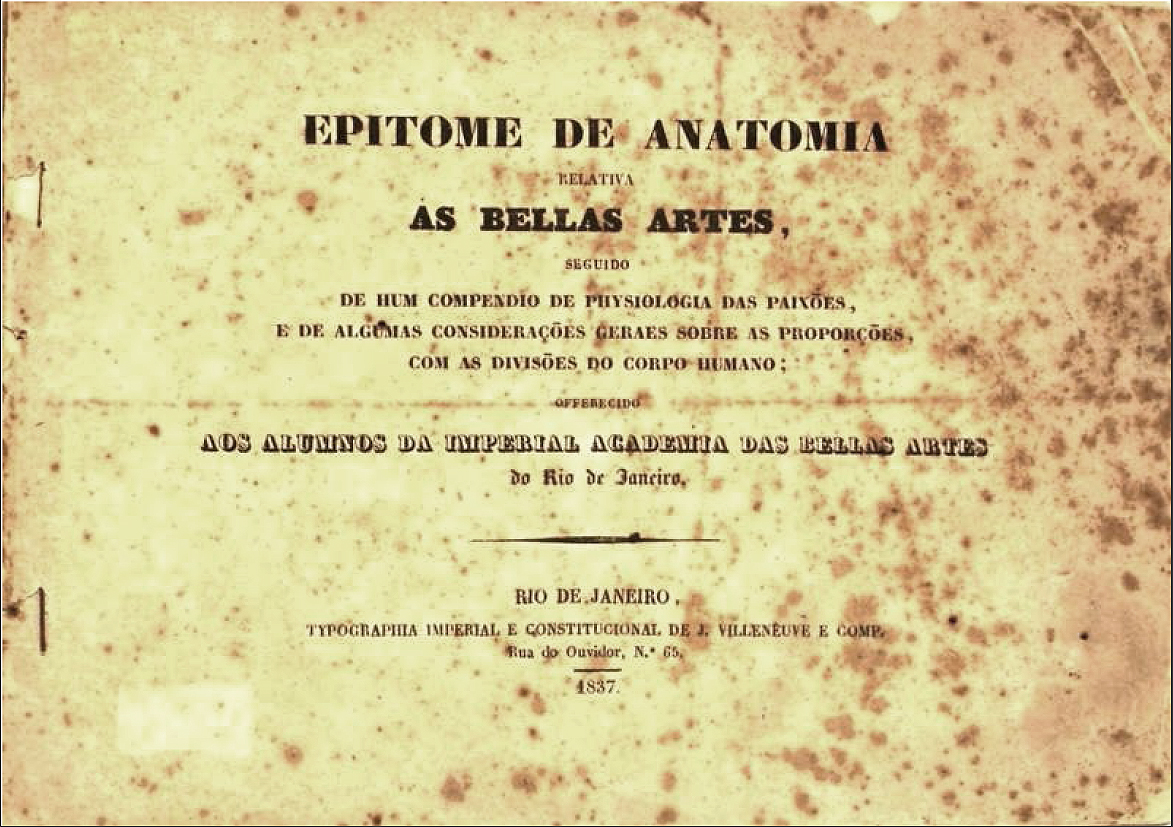
Capa do tratado de Félix-Émile Taunay Epitome de Anatomia Relativa as Bellas Artes, 1837. Museu Dom João VI
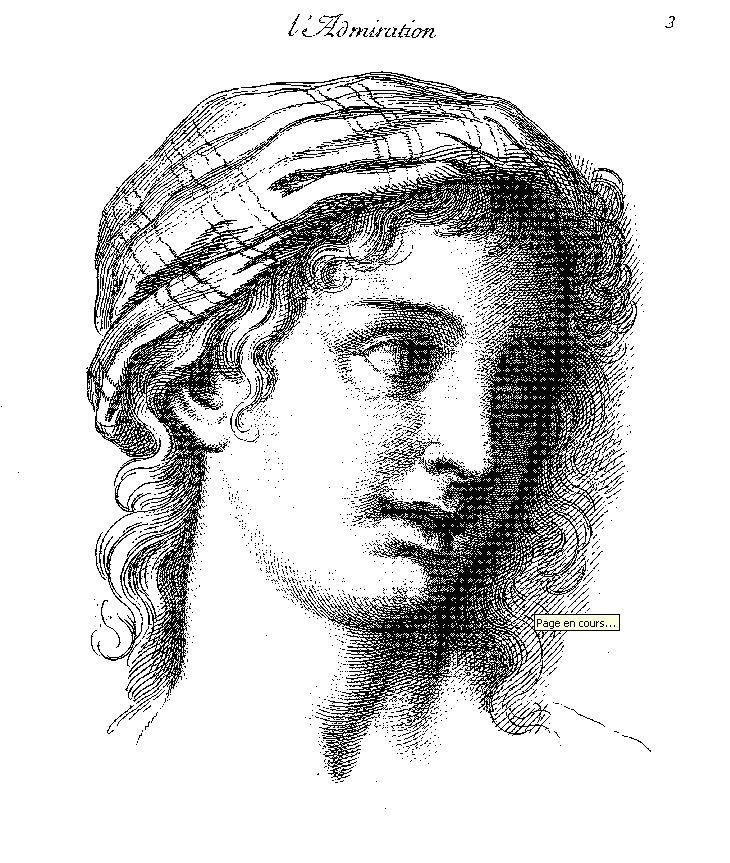
Charles Le Brun: A Admiração, parte de uma série de estudos sobre a expressão das paixões, referidos no tratado de Taunay
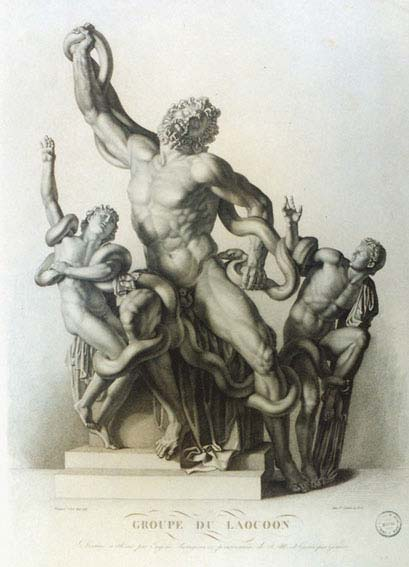
Gravura com reprodução do Grupo de Laocoonte, século XIX. Museu Dom João VI
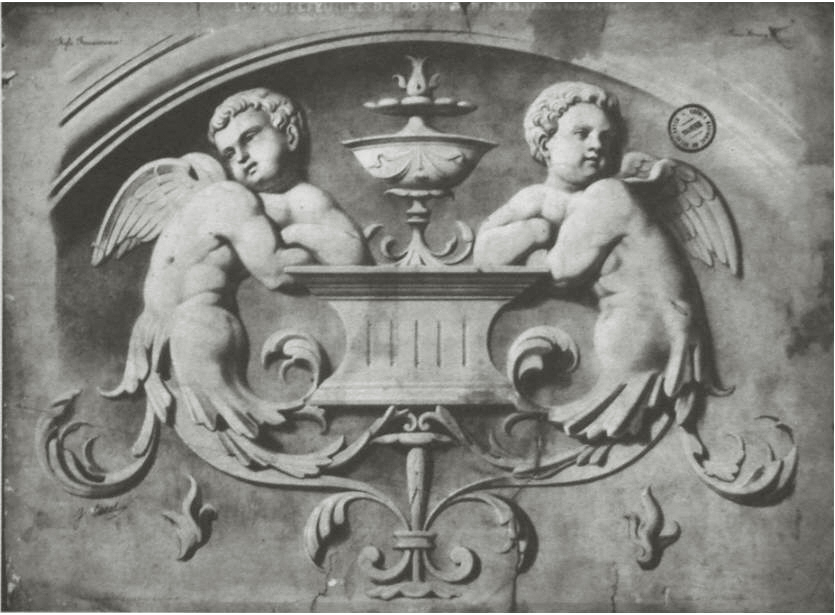
Estampa com modelo ornamental para uso dos alunos do curso de Escultura de ornamentos. Museu Dom João VI

### O ensino técnico
Os ofícios técnicos sempre foram auxiliares essenciais à produção de arte em alto nível. Uma peça em bronze precisa de bons fundidores; uma pintura, de uma tela e pigmentos bem preparados; um edifício, de bons pedreiros e decoradores habilidosos, e isso fora entendido desde a fundação da Escola Real. Tal corpo de artesãos era também era útil para a industrialização e modernização do país que estavam em curso. Os próprios integrantes da Missão eram de uma forma ou outra familiarizados com várias destas "artes menores", pois um pouco deste conhecimento técnico era considerado parte da educação integral acadêmica e necessário para uma perfeita integração entre o artista criador e os vários artesãos recrutados para a realização de uma grande obra como um monumento ou edifício público.
Esses ramos artesanais, porém, foram de início negligenciados, alegando-se medida de economia, mas foram reintroduzidos na metade do século, sob o impacto da industrialização europeia. Então seu currículo incluía geometria, trigonometria, mecânica, óptica, perspectiva e teoria das sombras, além de desenho com modelo vivo. Como material didático auxiliar a Academia oferecia também para eles uma série de modelos para cópias — moldes em gesso e terracota e estampas de motivos ornamentais. Pelo bom preparo profissional que ofereciam, estes cursos técnicos possibilitavam a inserção do trabalhador em uma variedade de campos na indústria e tiveram enorme procura, especialmente o do turno da noite, e escolas semelhantes foram fundadas em outros locais do país para atender a demandas regionais sempre crescentes: o Liceu de Artes e Ofícios de São Paulo, as escolas-oficinas do Imperador na Quinta da Boa Vista (1868) e em Santa Cruz (1885), a Escola Industrial da Sociedade Auxiliadora da Indústria Nacional (1871) e a Escola Politécnica (1893).

### Aperfeiçoamento

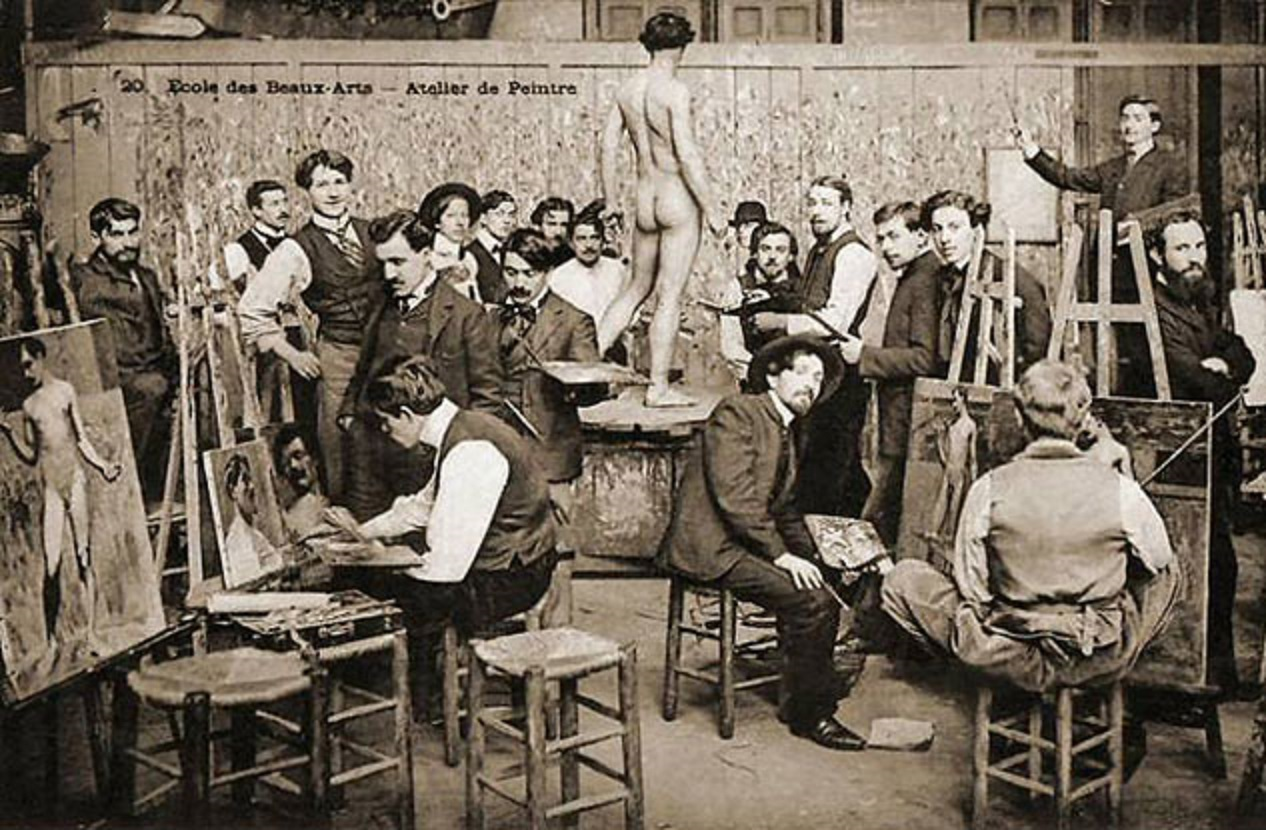
Uma aula de modelo vivo na École des Beaux-Arts de Paris

Seguindo o exemplo da Academia francesa, no Brasil também foram instituídos, a partir de 1845, os prêmios de viagem ao exterior para o aperfeiçoamento na técnica e ampliação dos horizontes culturais gerais dos alunos mais destacados, experiência considerada fundamental para a completude do processo de educação acadêmica. Na Europa, especialmente na França e Itália, o artista teria contato de primeira mão com mestres da melhor tradição e com as obras-primas dos venerados clássicos. No período imperial os alunos buscavam a admissão na École nationale supérieure des Beaux-Arts de Paris e na Accademia di San Lucca de Roma, ou ingressavam como discípulos de um mestre com atelier próprio, desde que pertencesse a uma das Academias reputadas. Para o fim do século e na República passaram a ser preferidas a Academia de Belas Artes de Espanha, a Académie Colarossi, a Académie de la Grande Chaumière, e a Academia Julian, talvez a mais procurada pelos brasileiros. O artista deveria aprender com tais modelos e deveria imitar seus princípios em suas próprias obras, conforme as expectativas dos patronos imperiais no Brasil. Para acompanhamento dos seus progressos, o bolsista deveria periodicamente enviar ao Brasil obras para avaliação das bancas de júri. Um trecho de uma carta de Araújo Porto-alegre, diretor da Academia Imperial, a Victor Meirelles, então bolsista do governo, tratando da composição do quadro A Degolação de São João Batista, dá uma ideia do grau de detalhamento a que chegava o ensino e, conseqüentemente, a crítica:

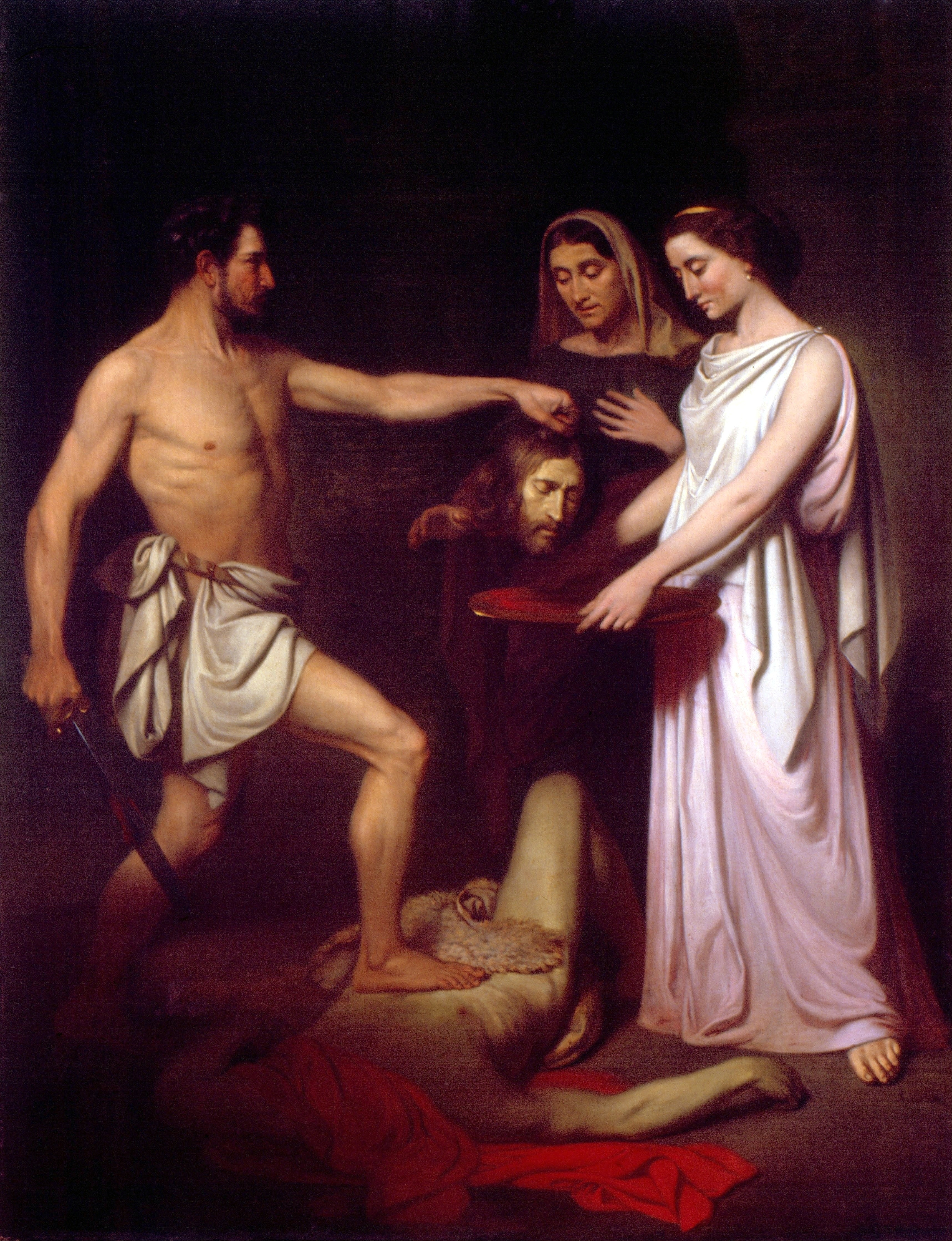
Victor Meirelles: A degolação de São João Batista, 1855, MNBA, obra enviada da Europa para avaliação

"Antes de compor, veja a ação em geral, veja depois, cada uma das suas personagens: estude-as moral e fisiologicamente para que elas possam, cada uma de per si, compor um todo harmônico e verdadeiro. (...) Estude bem a teoria da sombra e a perspectiva, porque sem estas bases muito terá que lutar: a elas deverá o perfeito conhecimento das modificações da luz, dos planos, dos relevos; copie desenhos cenográficos, porque nesse estudo está o dos fundos dos painéis, etc., etc.
Em outro local analisa aspectos insatisfatórios:
A figura do algoz tem boa cabeça; o pescoço, o tórax e o abdômen estão sofrivelmente modelados e melhor coloridos, porque não tem tons sujos, porém, parece-me que há uma falhazinha miológica na região intercostal. O braço direito, no que toca o antebraço, não está mau, porém não está acentuado com energia, nem tem clareza na musculação: o deltóide deveria ser mais fibroso, assim como mais marcado o tríceps braquial; quanto ao antebraço, punho e mão, esses não foram estudados com tanto amor como o tórax e o abdômen. [...] As pernas parecem curtas, e um tanto inertes no modo de acentuar a musculação: o que está perfeitamente modelado é a parte externa da região poplítea e, sobretudo, a inserção posterior do tríceps da coxa."
Como se vê, uma obra criada segundo este sistema necessariamente não podia ser fruto de uma inspiração passageira ou de um impulso, mas sim de um metódico acúmulo de ações planejadas e ponderadas, onde a mão do artista, a individualidade gestual e expressiva tão prezada hoje em dia, deixava poucos ou nenhuns traços evidentes, o que teria sido considerado de mau gosto ou inépcia, na busca pela perfeição padronizada e ideal, atemporal e coletiva, que era a meta e o programa filosófico da Academia.

### Estilos, gêneros e ideologias

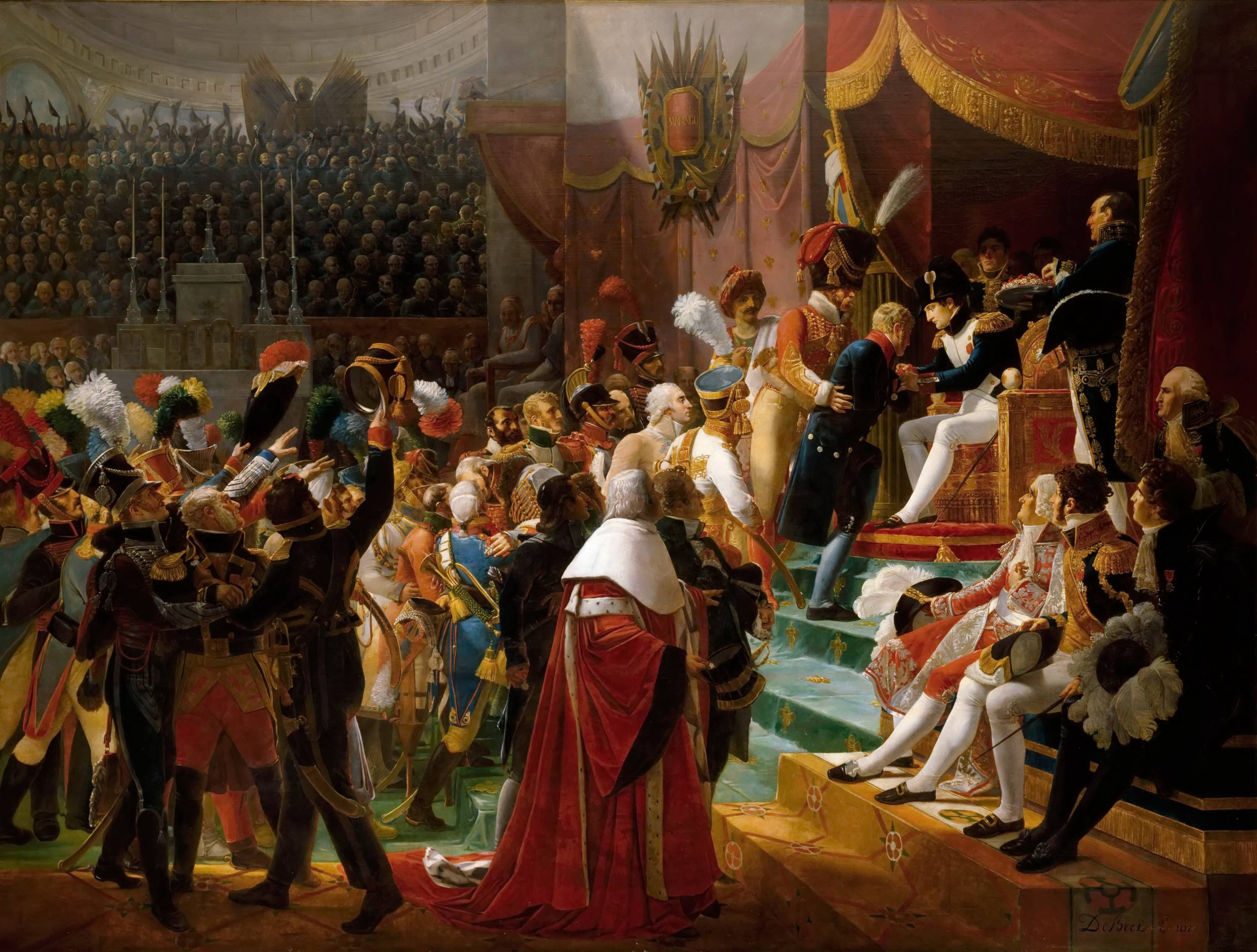
Debret: Primeira distribuição das cruzes da Legião de Honra, em 14 de julho de 1804, 1812, obra composta ainda na França, ilustrando o espírito Neoclássico trazido para o Brasil

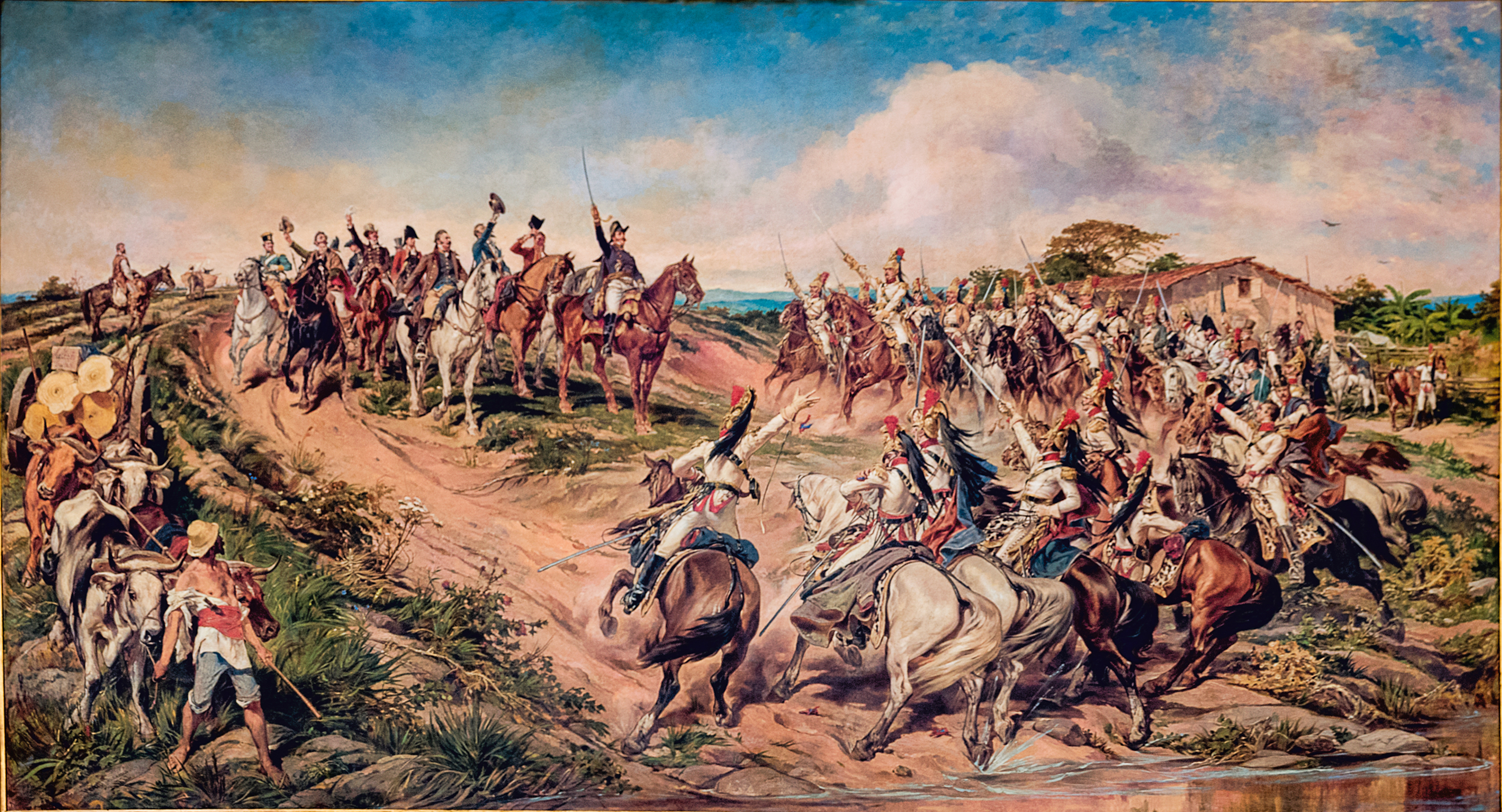
Pedro Américo: Independência ou Morte, 1888, Museu Paulista, um dos ícones da pintura acadêmica brasileira

Em termos de estilo, o Academismo nacional nasceu sob o signo neoclássico, inspirado nas obras de pintores como Jacques-Louis David, o principal nome da escola neoclássica francesa e mestre de Jean-Baptiste Debret, integrante da Missão Francesa. O Neoclassicismo forneceu as diretrizes formais básicas para a metodologia implantada no Brasil de construção da obra-prima — o rigor na composição, o desenho claro, a anatomia exata, o apelo ético e cívico. Mas o Neoclassicismo puro deu poucos frutos no Brasil, estorvado pelas condições precárias de funcionamento da Academia Imperial em seus primeiros tempos, e quando ela se estabilizou a tendência geral já tornara para o Romantismo, onde a arte acadêmica brasileira chegou ao seu apogeu. O Romantismo foi uma corrente estética e filosófica que deu força a diversos movimentos nacionalistas na Europa, e no Brasil influiu da mesma forma. Chegou com certo atraso, mas no exato momento em que o país estava engajado em um processo declaradamente modernizador e nacionalista após a recente independência de Portugal, e desejava apresentar ao mundo um rosto progressista e civilizado, ainda que sua absorção pela AIBA tenha sido bastante seletiva, dando-lhe uma feição palaciana, otimista e austera, livre dos excessos emocionais do Romantismo europeu e das tendências mórbidas da corrente byronista. Assim, o governo estimulou a produção de uma arte idealista e laudatória do Estado e de suas conquistas rumo à civilização, reconstruindo cenas de sua história e criando um imaginário simbólico de grande força, cuja influência perdura até os dias de hoje. Essa arte, essencialmente destinada a uma função social, além de patentear a ilustração das elites e auxiliar na educação do povo, funcionava como um instrumento ideológico e um cartão de visitas para a inserção do Brasil numa ordem capitalista internacional. Para o fim do século o Academismo romântico começou a dar espaço para a introdução de elementos realistas, mas conforme entende Lilia Schwarcz, esse espaço foi limitado à descrição dos detalhes da anatomia, dos objetos e da natureza, e o Romantismo idealista continuou a predominar na concepção geral, no propósito e na atmosfera.
A pintura sempre foi o campo artístico mais movimentado e florescente durante o Academismo brasileiro, produzindo grandes nomes nativos como Victor Meirelles, Pedro Américo, Rodolfo Amoedo e Almeida Júnior, com a contribuição de muitos estrangeiros independentes ou ligados à AIBA. O gênero mais prestigiado era da pintura histórica, reservada aos mais talentosos, exigindo grande cultura geral, além de perfeito domínio técnico. Apelava à moral, à virtude e ao patriotismo, convidando o espectador a uma meditação sobre a ética que o autor quis veicular e almejando exercer um poder positivamente educativo sobre o público. Também floresceram a paisagem, o retrato oficial e a cena/retrato religioso. Mais para o fim do século os gêneros de paisagem do natural, natureza-morta e cena doméstica passaram a ter grande divulgação, prefigurando as renovações burguesas do século vindouro, e aparecem personagens caracteristicamente regionais em estilo realista, como na obra de Pedro Weingärtner e Almeida Júnior, aquele com os gaúchos e imigrantes do Rio Grande do Sul e este com os caipiras e caboclos de São Paulo.
Na estatuária algumas figuras merecem nota especial: Francisco Chaves Pinheiro, autor prolífico e pouco estudado, longevo professor de escultura da AIBA, Almeida Reis, excluído da Academia por não se conformar aos seus padrões, mas autor de obra consistente e expressiva, e sobretudo Rodolpho Bernardelli, que ofuscou todos os demais em sua geração e chegou a dirigir a sucessora da Academia Imperial. Em geral na escultura os modelos clássicos foram tratados com um pouco mais de liberdade, embora os temas continuassem a ser elevados, buscados nos mitos e alegorias antigos. A madeira foi abandonada em favor do mármore e do bronze, que exigiam um trabalho bem mais árduo e demorado, mas eram considerados materiais mais nobres. A escultura teve um grande mercado na construção de vários monumentos e na decoração de edifícios públicos, associada à sua contraparte "menor", dos ornatos em relevo. A arquitetura permaneceu sempre em segundo plano, mas a intensa atuação do francês Grandjean de Montigny desde o início, e depois a de seus alunos, como Joaquim Cândido Guilhobel e José Maria Jacinto Rebelo, renovou a paisagem urbana do período. O projeto do prédio da Academia Imperial, de Grandjean, foi talvez o protótipo oficial da edificação neoclássica no Brasil.

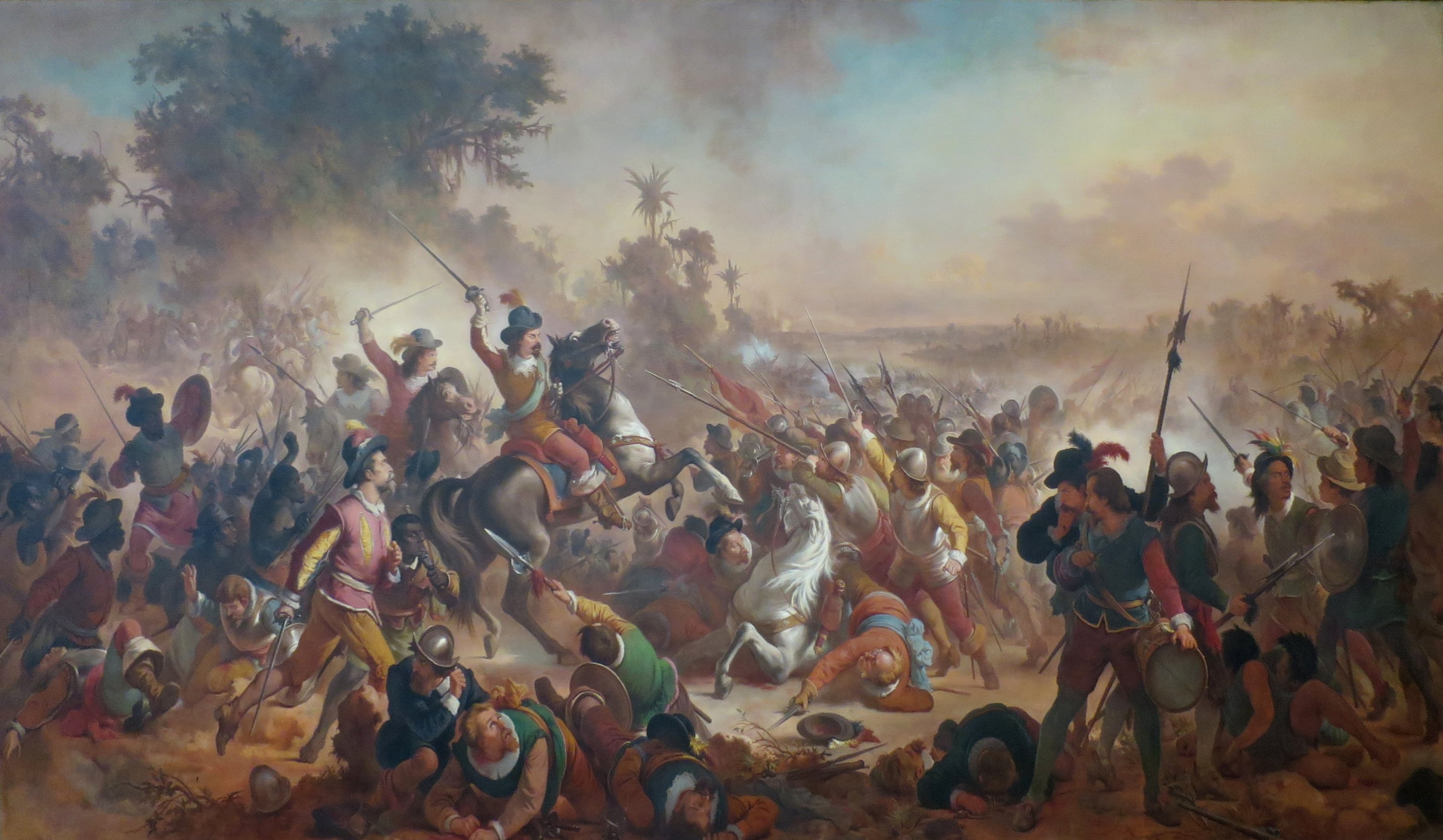
Victor Meirelles: A batalha dos Guararapes, 1879, MNBA.
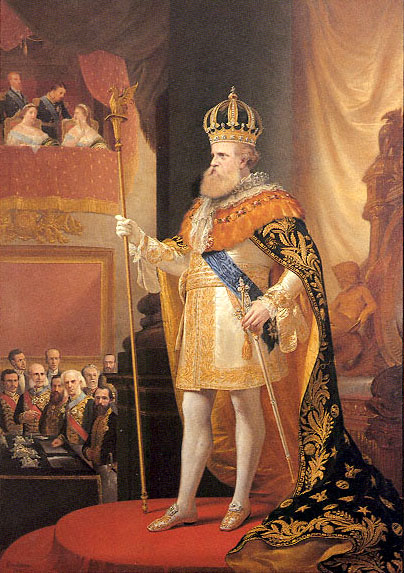
Pedro Américo: Fala do trono, 1872, Museu Imperial
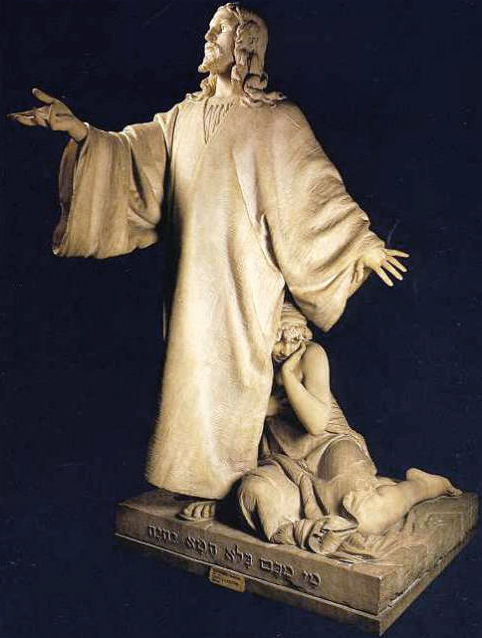
Rodolpho Bernardelli: Cristo e a mulher adúltera, 1881, MNBA.
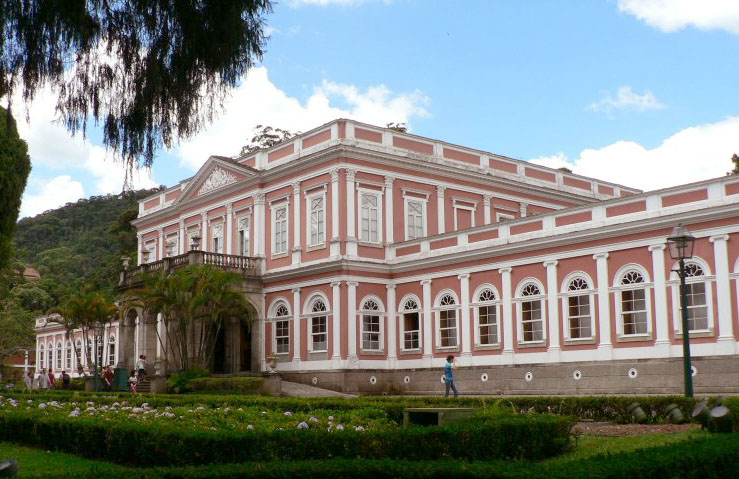
Júlio Frederico Koeler, Joaquim Cândido Guilhobel e José Maria Jacinto Rebelo: Palácio Imperial de Petrópolis

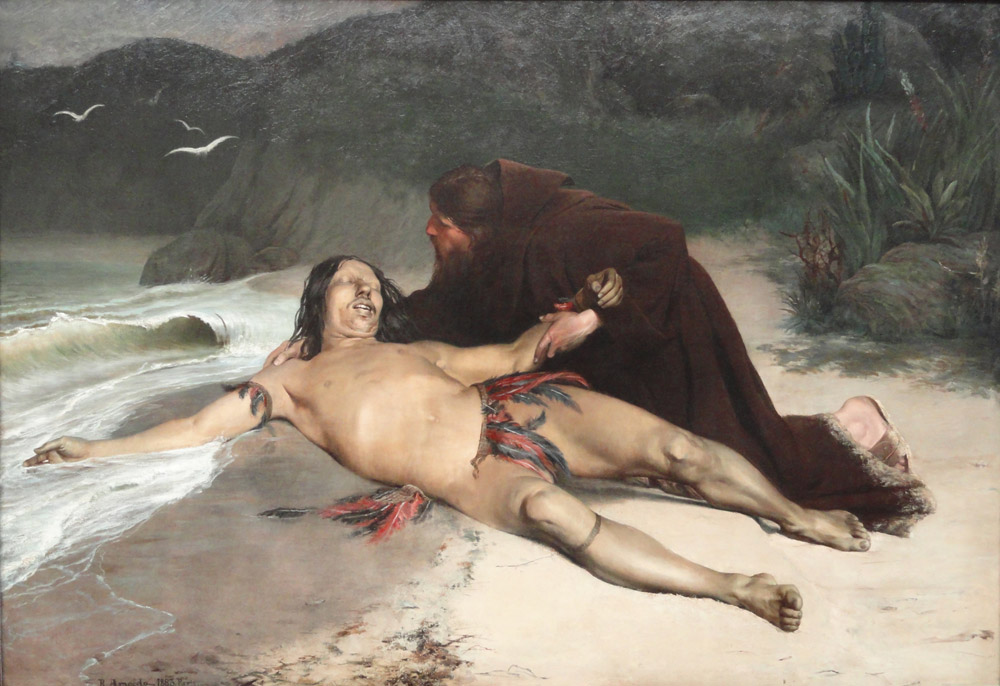
Rodolfo Amoedo: O último Tamoio, 1883, MNBA
Georg Grimm: Vista do cavalão, 1884, MNBA
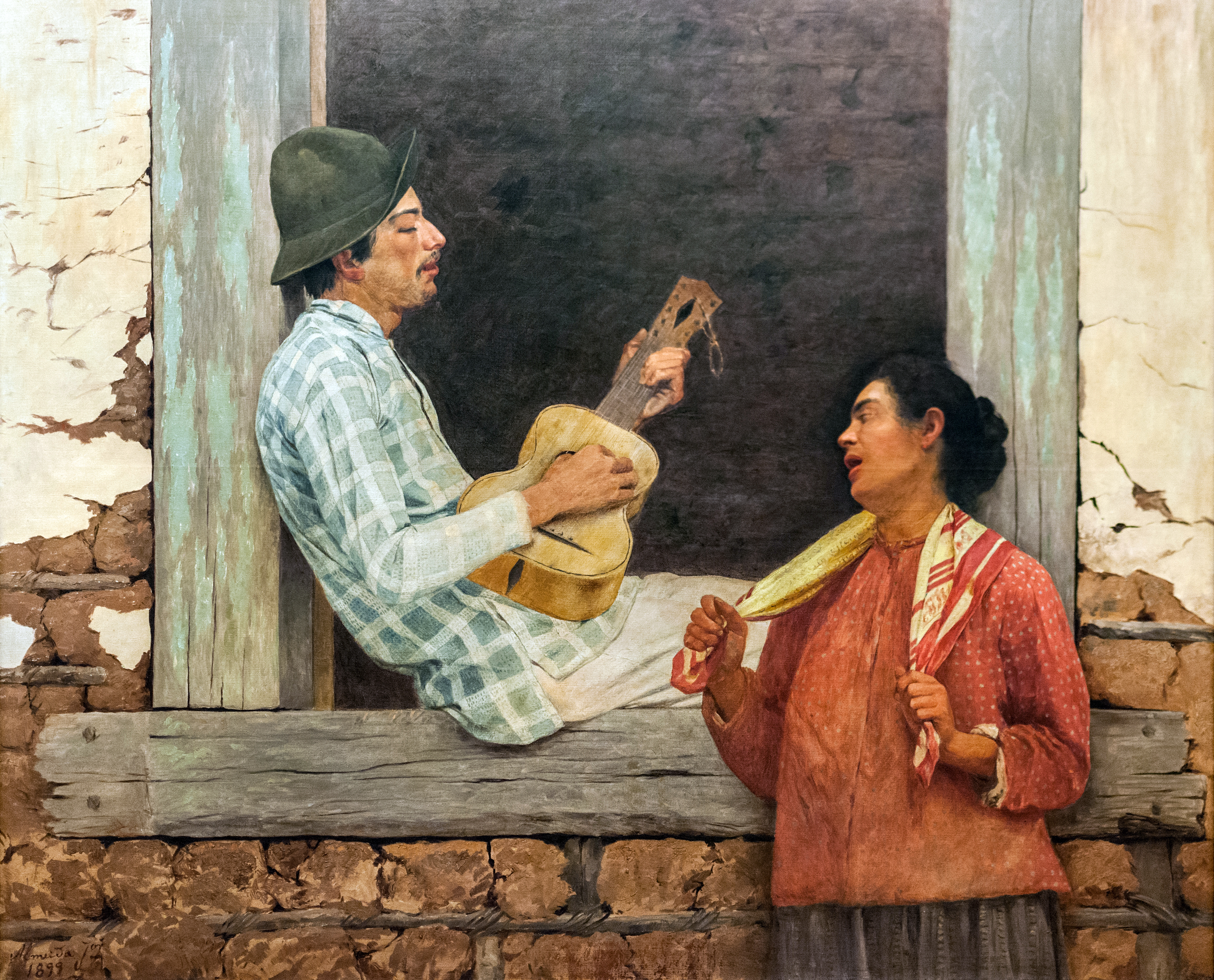
Almeida Júnior: O Violeiro, 1899, Pinacoteca do Estado de São Paulo
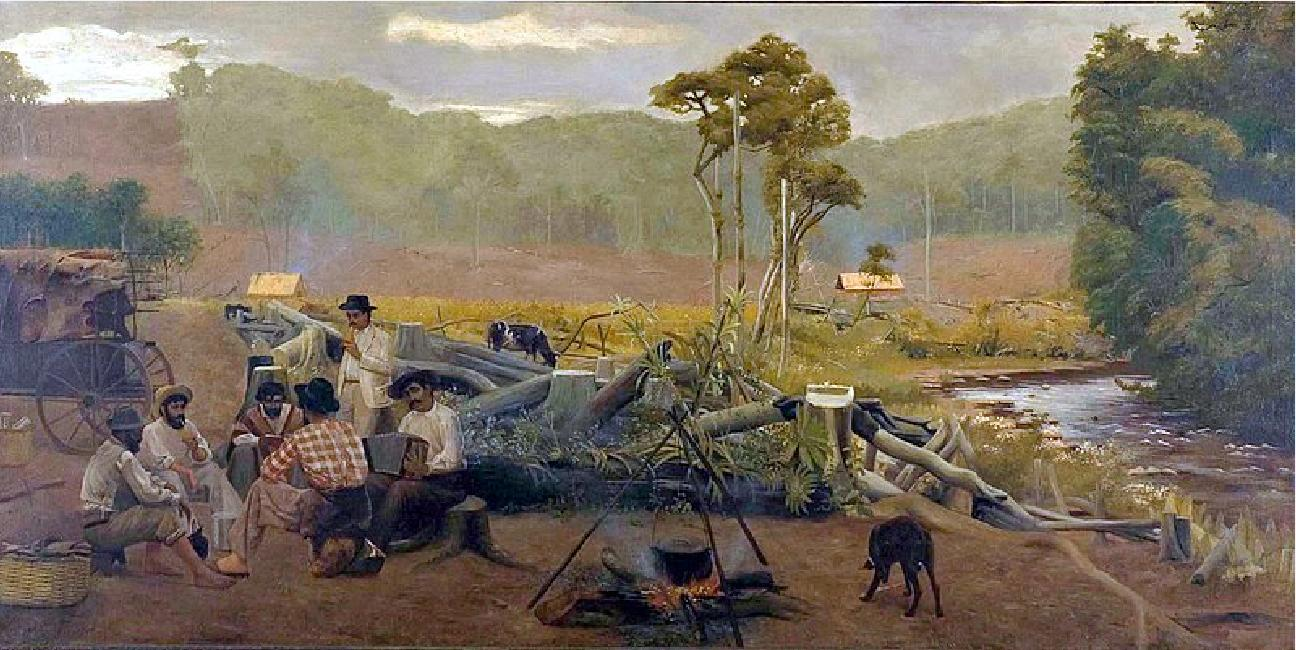
Pedro Weingärtner: Carreteiros gaúchos chimarreando, 1911, Pinacoteca Aldo Locatelli
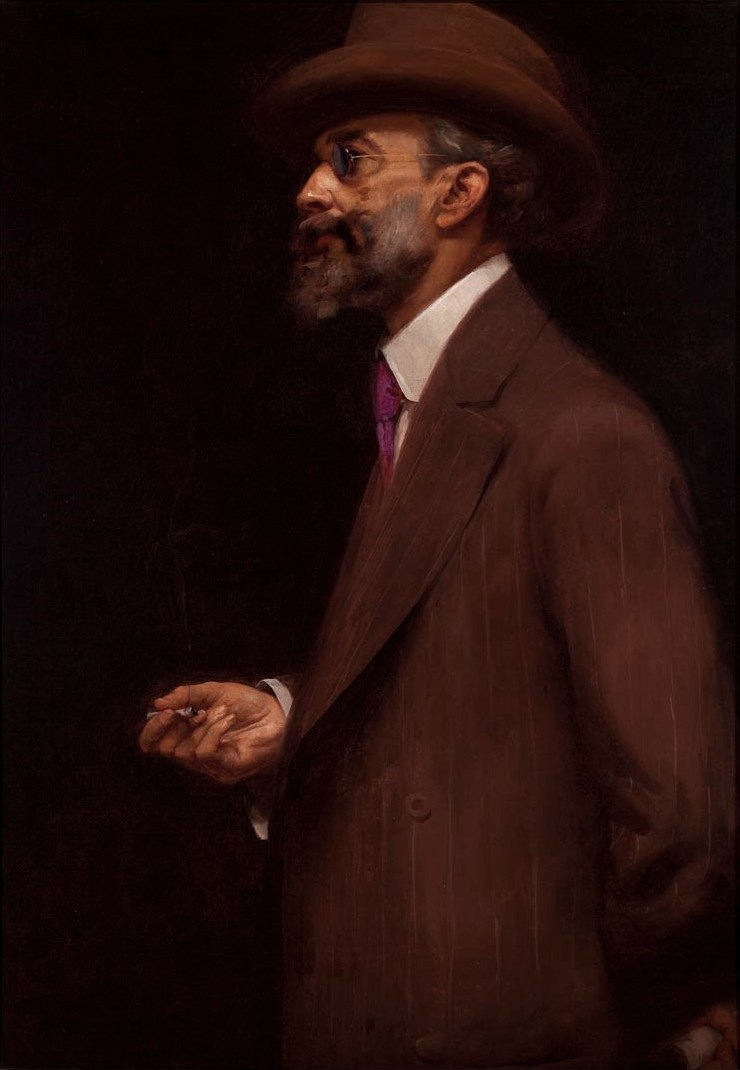
Eliseu Visconti: Retrato de Gonzaga Duque -1912 - MNBA

### Acadêmicos notáveis
A listagem abaixo longe está de ser completa, mas dá uma ideia do amplo predomínio da pintura sobre as outras artes — todos os citados, salvo menção em contrário, foram pintores:
Jean Baptiste Debret, Grandjean de Montigny (arquiteto), Nicolas-Antoine Taunay, Félix Taunay, Simplício Rodrigues de Sá, Agostinho da Motta, Henrique José da Silva, Francisco Chaves Pinheiro (escultor), Manuel de Araújo Porto-alegre, Afonso Falcoz, Georg Grimm, Henri Nicolas Vinet, José Octavio Corrêa Lima (escultor), Victor Meirelles, Rodolfo Amoedo, Cândido Caetano de Almeida Reis (escultor), Henrique Bernardelli, Rodolpho Bernardelli (escultor e pintor), Pedro Américo, Eliseu Visconti, Zeferino da Costa, Artur Timóteo da Costa, Oscar Pereira da Silva, Belmiro de Almeida, Almeida Júnior, Décio Villares (escultor e pintor), Pedro Weingärtner, Georgina de Albuquerque, Carlos Chambelland, Pedro Alexandrino, Giovanni Battista Castagneto, Helios Seelinger.

### Música
A música, que constava no programa de Lebreton, não foi oferecida pela AIBA de início, e o Academismo nas artes musicais do Brasil encontrou meios de cultivo em outra instituição, o Conservatório do Rio de Janeiro, fundado por Francisco Manuel da Silva em 1841. Mas esta escola desenvolveu uma atividade mais tímida, mesmo tendo sido subvencionada pelo Estado, e só começou a funcionar efetivamente em 1848, com seis professores. Em 1855 deixou sua sede original e foi instalada no prédio da AIBA, que passou a cuidar da sua administração. Neste ano foram organizados concursos para escolha de mestres e foram instituídos os prêmios de viagem ao exterior para aperfeiçoamento. Apesar da existência do Conservatório e de umas poucas outras associações e clubes de diletantes, a vida musical no Brasil do Segundo Império em nada se comparou em termos de importância artística e política à produção nas artes plásticas, pois, segundo Vasco Mariz, este período foi extremamente pobre em criatividade, ainda que os concertos e recitais públicos não fossem raros e a prática de música no âmbito doméstico fosse generalizada. O repertório, porém, se resumia a obras de compositores europeus e peças menores de autores nativos, como as modinhas e danças, com a única exceção significativa das óperas de Carlos Gomes, de qualidade muito superior à média nacional, que gozaram de grande popularidade no Brasil e levaram o nome do país a ser conhecido em todo o mudo musical da Europa em sua época. Somente na República aparecerão outros autores mais qualificados e criativos, que começariam a formular um idioma musical nacionalista, entre eles Henrique Oswald, Leopoldo Miguez e Alberto Nepomuceno. Nesta altura o Conservatório foi substituído pelo Instituto Nacional de Música, tendo como diretor Leopoldo Miguez, que deu início a estudos com vistas à melhoria do ensino. Na gestão de Nepomuceno o Instituto ganhou sede nova e reformou seu currículo e seu regimento interno, implementou concursos para contratação de quadro docente e descentralizou a direção. Em 1923 foi formada a primeira orquestra estável do Instituto, regida por Francisco Braga. Sob a administração de Luciano Gallet se iniciou nova reforma curricular, mas então a Universidade Federal do Rio de Janeiro absorveu o Instituto, transformando-o na sua Escola de Música.
- Carlos Gomes: Alvorada. Orquestra sinfônica da Universidade Federal Fluminense

## O mercado para a arte acadêmica
A íntima associação da Academia Imperial com o poder constituído fez com que o mercado consumidor da arte acadêmica fosse primariamente o próprio Estado e a família imperial, conforme reconhecia Araújo Porto-alegre em 1854. Para esta esfera foram produzidas as obras mais importantes do Academismo nacional, mas o crescente número de formados na Academia Imperial não conseguia facilmente continuar suas carreiras artísticas pela escassez de oportunidades e encomendas. Os alunos dos cursos técnicos podiam encontrar uma colocação na indústria nascente e nas atividades de engenharia e decoração, alguns desenhistas conseguiam emprego junto ao Exército, alguns gravadores na Casa da Moeda e arquitetos na Repartição de Obras Públicas, mas para muitos outros não restava opção senão adotar outros ofícios. Entretanto, entre 1870 e 1880 se nota uma expansão na circulação de obras entre a nobreza e a burguesia abastada, a partir da popularização de obras cuja temática era despolitizada, como as paisagens, as cenas de gênero, os retratos e as naturezas-mortas, e da abertura da primeira galeria comercial de arte em 1875, no Rio. Outro estímulo foi a crescente especialização da crítica de arte, onde pontificava Gonzaga Duque, e sua divulgação em revistas e jornais de grande circulação, que contribuíam para a educação de maiores parcelas do público. Nesse movimento em direção a uma verdadeira popularização da arte oficial e acadêmica, o Salão de 1879 se tornou um marco. Nele foram expostas duas obras importantes, a Batalha do Avaí, de Pedro Américo e a Batalha dos Guararapes, de Victor Meirelles. O sucesso de público foi estrondoso, atraindo praticamente toda a população do Rio de Janeiro e desencadeando um debate público sobre arte que ficaria aceso por meses a fio.

## Fim do ciclo

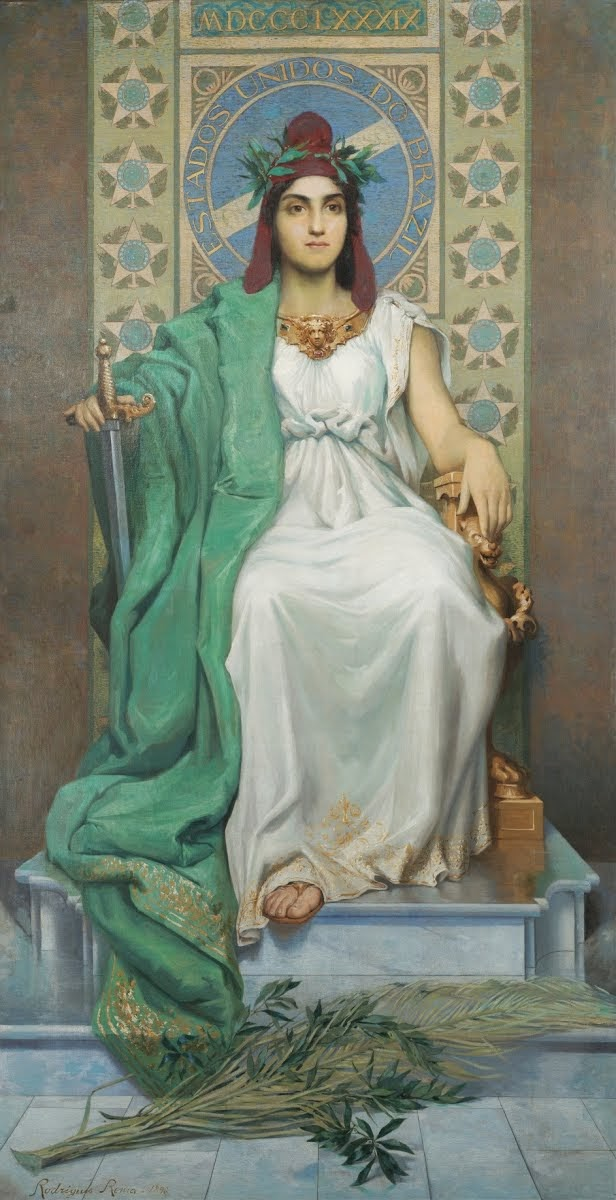
Manuel Lopes Rodrigues: Alegoria da República, 1896. Museu de Arte da Bahia

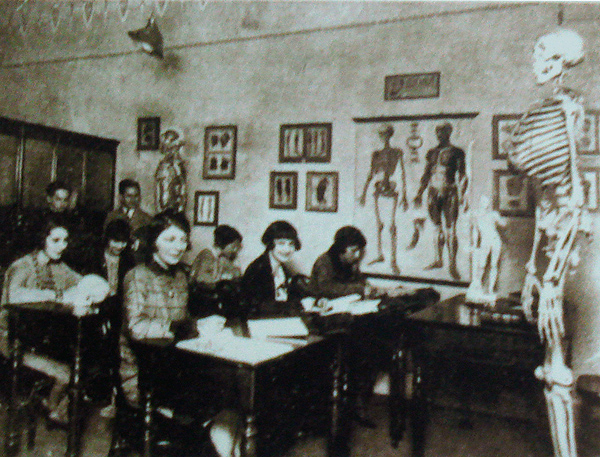
Aula de anatomia no Instituto de Artes da UFRGS, 1928

Na Europa o sistema acadêmico começou a ser questionado a partir da ascensão do movimento romântico, que privilegiava a criatividade individual e o gênio independente, que não se sujeitava a controles externos. Até meados do século XIX, contudo, a maior parte dos artistas acabou sendo absorvida pelas academias, mas daí em diante cada vez mais talentos importantes passaram encontrar a rejeição do sistema oficial, que era sustentando principalmente pela burguesia conservadora. Com o crescente prestígio dos impressionistas a partir de 1874, cujos princípios eram diferentes, o antigo sistema começou a entrar em colapso.
No Brasil o processo foi semelhante. As críticas ao sistema acadêmico surgiram já na sua origem e se estenderam ao longo de toda a sua história. Depois das polêmicas enfrentadas por Lebreton, Silva, Taunay e Porto-alegre, na década de 1870 a crítica voltou a se acirrar com o aparecimento da Revista Illustrada, dirigida por Angelo Agostini, que inaugurou a discussão sobre a identidade nacional e apoiava vias alternativas de prática da arte, como as defendidas por Georg Grimm e seu grupo. Gonzaga Duque foi outro influente crítico escrevendo na mesma época, atacando o distanciamento da Academia da realidade cultural brasileira e a falta de originalidade dos fiéis seguidores dos antigos mestres, acusando-os de meros copistas sem gênio. Um trecho de sua pena é revelador da mudança no ambiente cultural de fins do século:
"O pintor (Belmiro de Almeida, a quem apoiava) desprezando os assumptos historicos para se occupar de um assumpto domestico, prova exuberantemente que comprehende o desideratum das sociedades modernas, e conhece que a preoccupação dos philosophos de hoje é a humanidade representada por essa unica força inascessível aos golpes iconoclastas do ridiculo, a mais firme, a mais elevada, a mais admiravel das instituições – a familia."
Sobre a Pinacoteca da Academia, o acervo oficial da Escola, dizia:
"A Pinacoteca está aí (...) Que pobreza! Que impotência! (...) Concepções tomadas de empréstimo ou servilmente imitadas, execução frouxa, fraca, inútil; aí tudo é negativo, é reles ou é chato; não afirma um talento, não constata saber".
Com a proclamação da República a velha Academia Imperial foi convertida na Escola Nacional de Belas Artes, com Rodolpho Bernardelli na direção. Bernardelli era professor de escultura e artista laureado, respeitadíssimo por muitos membros influentes da intelectualidade. Mas sendo figura polêmica, e administrando entre acusações de partidarismo e incompetência, os problemas se agravaram, com fechamento de classes, demissão de nomes de peso como Victor Meirelles, afastamento de vários alunos e moções de professores contra a direção, considerada nefasta. Sob essas pressões, Bernardelli deixou o cargo em 1915. A escola ainda sobreviveu por mais alguns anos, flexibilizando suas exigências técnicas e sendo movimentada pela crescente participação das mulheres e pelo rápido aparecimento de diferentes tendências estéticas em sucessão, como o Simbolismo, o Impressionismo, o Expressionismo e a Art nouveau.
Quando se reformulou o ensino superior do Brasil a Escola foi absorvida pela UFRJ em 1931, significando o fim de um sistema e o início de um outro, dominado pelo Modernismo, cujos princípios atacavam o previsível e o rotineiro na prática artística e a disciplina metódica da Escola oficial, propondo caminhos com outros valores. A despeito das críticas, o modelo da Academia tradicional inspirou a estruturação de escolas de arte similares em vários pontos do Brasil, como foi o caso do Liceu de Artes e Ofícios do Rio de Janeiro (1856), do Liceu de Artes e Ofícios de São Paulo (1873), do Liceu Nóbrega de Artes e Ofícios em Pernambuco (1880), e das Escolas de Belas Artes mantidas por universidades regionais, como o Instituto de Artes da Universidade Federal do Rio Grande do Sul (1908), provando sua eficiência e capacidade de adaptação e renovação.

## Apreciação
Tornou-se um lugar-comum qualificar o Academismo como uma escola autoritária e retrógrada. Desde o início da ascensão das vanguardas modernas no fim do século XIX se multiplicaram os ataques contra seus métodos e ideais, e o sucesso do Modernismo ao longo de quase todo o século XX naturalmente fez com que o passado imediato fosse descartado como coisa ultrapassada, numa louvação indiscriminada e parcial de tudo que tivesse um caráter antiautoridade e rompesse cânones estabelecidos nos séculos anteriores, considerando a história como um processo de evolução contínua que se coroou na modernidade. Hoje esse mesmo ponto de vista é considerado largamente um anacronismo, um mito moderno e uma injustiça, apesar de ainda se perpetuar em muitos círculos eruditos e mesmo na opinião popular. No entanto, essa atitude impede o reconhecimento e a compreensão de valores que foram importantes para a cultura que lhes deu origem — que necessariamente são diferentes dos que cultivamos hoje — e das válidas e criativas formas de diálogo com o passado como as estabelecidas pelos acadêmicos. A tendência da crítica mais atualizada é considerar questionável a formulação de critérios qualitativos ou teleológicos de comparação entre cada período, sendo fundamental para uma apreciação mais justa a tentativa de se penetrar no espírito daquele período e ver as coisas como eles viam, até onde isso for possível.

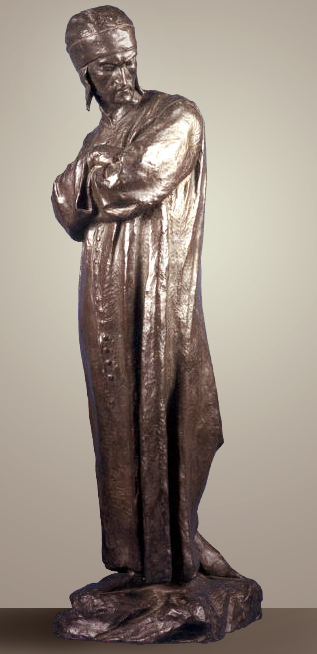
Almeida Reis: Dante ao voltar do exílio, 1889, MNBA. Almeida Reis perdeu sua bolsa de estudos pois seu estilo não se enquadrava nos cânones oficiais.

Talvez principal crítica que se faz ainda hoje ao Academismo, herdeira da opinião modernista, vem de uma alegada rigidez em seus conceitos e ideais. Oswald de Andrade dizia: "queremos mal ao Academismo porque ele é o sufocador de todas as aspirações joviais e de todas as iniciativas possantes. Para vencê-lo, destruímos". A rejeição modernista foi completa, fazendo uso muitas vezes de um jargão violentamente debochado e humilhante, descrevendo o Academismo em suma como uma escola conformista e conservadora, por excluir da sua apreciação tudo que não se encaixava em regras transmitidas por várias gerações de mestres, supostas como perenes e imutáveis. Isso tem de fato sua parcela de verdade, pois o Academismo brasileiro foi em larga medida um produto controlado pelo governo e serviu a um propósito oficial, especialmente sob o reinado de Dom Pedro II, e por causa deste controle alguns artistas floresceram à margem da escola, ou a abandonaram em busca de ambientes e grupos mais afins à sua índole independente e inquisitiva, às vezes pagando um alto preço, em termos de incompreensão e falta de oportunidades, por este inconformismo. Modernamente o termo Academismo têm sido usado pejorativamente, por movimentos anti-intelectualistas, também pelo seu caráter elitista, por exigir um vasto conhecimento erudito ao qual poucos tinham acesso.
Outra objeção ao Academismo brasileiro mira sua origem e a forma de sua introdução no país, considerando o trabalho da Missão Francesa como uma intervenção violenta na evolução natural dos estilos nacionais, já que até então o Brasil vivia numa atmosfera ainda com fortes traços barrocos que há pouco tempo chegara a um ponto de maturidade com Aleijadinho e Mestre Ataíde, e cuja herança artística foi dissolvida abruptamente, sem possibilidade de uma continuação orgânica com a introdução oficial do novo método, que atrás de si trazia também uma nova estética. Outros, porém, como Ronald de Carvalho — que foi um dos promotores da Semana de Arte Moderna de 1922 — enxergaram na Missão uma saudável renovação das artes nacionais, retirando o Brasil da estagnação de um movimento que se esgotara na Europa muitas décadas antes, trazendo ao país "bons professores e boa doutrina".
Contudo, a disciplina imposta pela Academia foi um fator decisivo para que muitos talentos pudessem encontrar sua própria voz e expressar valores — e expressá-los em grande estilo e arte consumada — que de uma forma ou outra foram determinantes em certa época na história nacional. Encontrando nos acadêmicos expressão, aqueles valores modelaram boa parte da presente cultura brasileira e da ideia que a nação faz de si mesma, pela construção de um repertório de cenas históricas, retratos, paisagens e tipos humanos regionais, ainda com enorme apelo visual e poder evocativo, que se fixou na memória coletiva do Brasil através de sua maciça divulgação nos livros escolares.
Tampouco foi a Academia brasileira uma mera transposição de um modelo europeu para um solo diferente, nem foi tão rígida em seus conceitos como querem seus detratores, pois a história relata as suas adaptações às crises periódicas e à circunstancialidade nativa, flexibilidade que permitiu que sobrevivesse por um século inteiro em meio aos atropelos da consolidação de um país novo, pobre e em modernização — processo que ela contribui significativamente para promover. Também os testemunhos deixados na arte de seus egressos dizem o contrário, acompanhando em boa medida a evolução estilística desde o Neoclassicismo até as novas escolas do século XX, na verdade sendo os vanguardistas em vários sentidos no âmbito da arte então produzida no Brasil, tanto em termos de método de trabalho como nos estilos que cultivaram. Rafael Denis acredita que a leitura da arte acadêmica brasileira não pode ser feita sob a óptica unilateral de uma imposição imperialista de um universo cultural estrangeiro, e tampouco no ponto de vista de uma pura afirmação de nacionalismo, pois todos os processos de transferência de valores culturais envolvem alterações substanciais sempre imprevisíveis e sempre cheias de significado, que requerem acomodações de ambos os lados. Em acréscimo, a ênfase na impessoalidade, no profissionalismo, na busca pela perfeição atemporal e coletiva, onde a glória individual do criador não tem tanta importância quanto sua eficiência como criador de símbolos positivos para um Estado que se presume iluminado e benevolente e para um povo que se deseja feliz, unido e educado, merecem atenção como aspectos sociais importantes e otimistas deste projeto educativo que tem sido alvo de tanta discussão, que nasceu utópico e até hoje é atacado, com ou sem razão, mas como o provam os museus do Brasil, concretizou-se com grandes sucessos.

### A continuidade de um modelo de sucesso

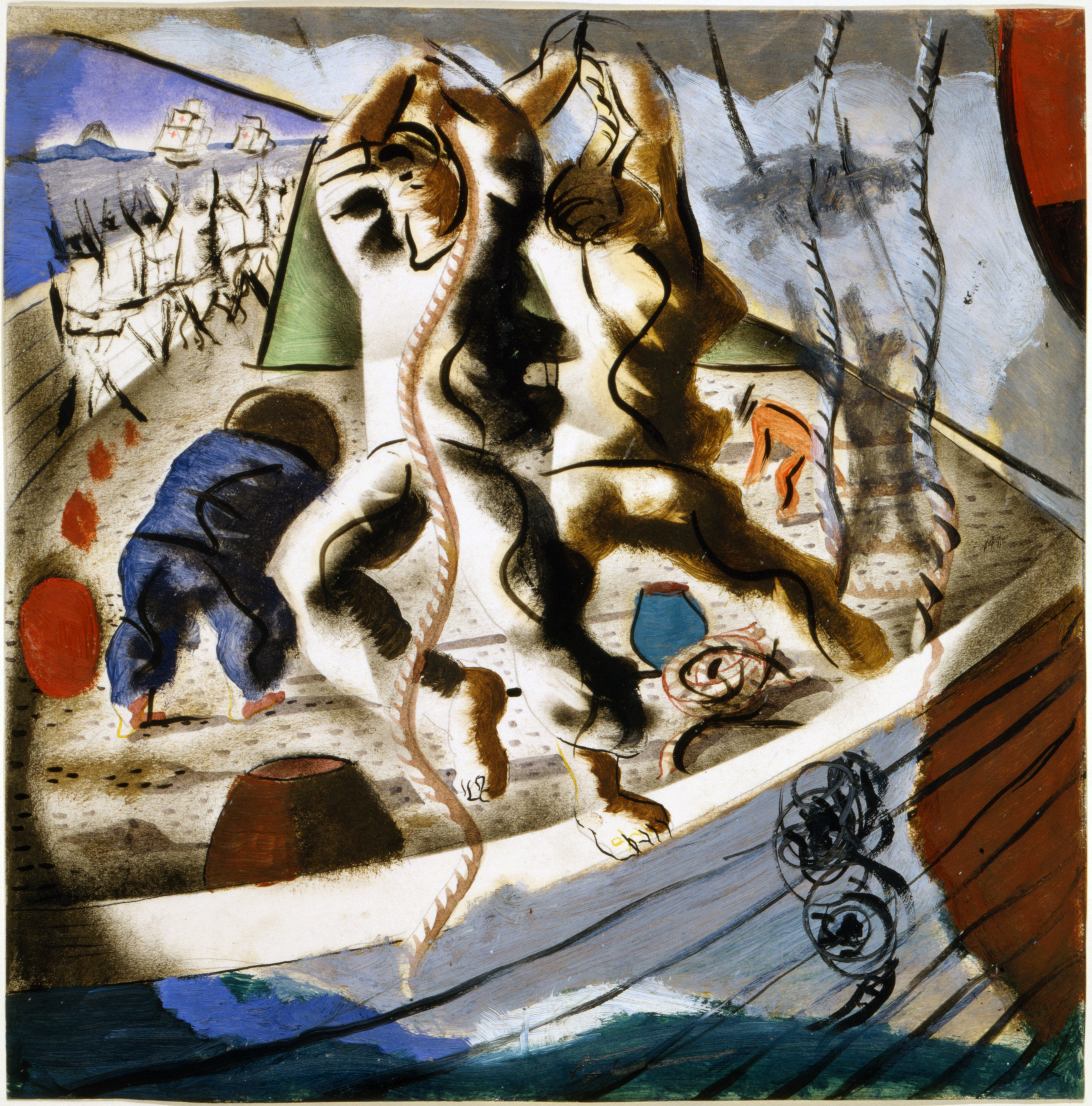
A descoberta da terra, 1941. Pintura mural de Portinari no edifício da Biblioteca do Congresso, Washington, DC.

Não morreu de todo a tradição acadêmica inaugurada por Dom João e seus franceses. Mesmo depois da submersão da Escola Nacional na UFRJ, o modelo acadêmico não deixou de existir — transformou-se na moderna universidade brasileira com seus cursos de arte. Nem mesmo o Modernismo e suas ofensas ao sistema nem as sucessivas vanguardas iconoclastas conseguiram abalar duradouramente o prestígio de que o ensino em uma instituição superior gabaritada sempre desfrutou universalmente, assim como aconteceu na Europa, onde as antigas academias conseguiram se renovar e adaptar às novas tendências, e continuaram a funcionar como importantes centros de aprendizado de arte.
No século XX a atividade de outras escolas derivadas deste modelo em outros pontos do país, como em Pernambuco, Bahia, São Paulo, Rio Grande do Sul foi, muitas vezes, fundamental para a atualização ou pelo menos para a organização de todo o sistema de arte de suas regiões, como foi o caso da influência do acadêmico paulista Ado Malagoli no Instituto de Artes da UFRGS e junto ao governo estadual gaúcho, renovando o ensino de arte em ambas as instâncias. Cândido Portinari foi outro exemplo, um egresso da Escola Nacional que adotou uma via intermédia entre vanguarda e tradição, mantendo-se acessível às massas criando imagens pungentes de apelo imediato, ao mesmo tempo de grande riqueza plástica, com um estilo original e sólida artesania, tornando-se uma das personalidades artísticas de mais vasta influência no Brasil em meados do século XX. Foi muito estimado pelo governo federal, cujo ambicioso discurso brasilianista encontrou nos murais históricos do pintor e em telas icônicas como Café um veículo adequado, além do que, mesmo sem ver a si mesmo como um artista acadêmico, sempre manteve um grande interesse pelas questões sociais e do ensino, fez vários apelos junto ao governo para que se estabelecessem novas cátedras e se favorecessem as instituições acadêmicas, mantendo-se ligado às universidades e ao projeto educativo federal de várias formas. Talvez não por acaso ele tenha se sentido estimulado a pintar a sua própria versão da cena A primeira missa no Brasil, um evento da história nacional imortalizado antes pelas mãos do acadêmico Victor Meirelles. Tanto Malagoli como Portinari ilustram em tempos recentes o grande potencial da ligação entre poder público e arte, que pode produzir resultados eloquentes quando os esforços e ideais são combinados e não se opõem, e existem agentes disciplinados, cultos e talentosos. Tal ligação foi o que nutriu o Academismo novecentista e sempre foi um dos pilares do sistema de ensino superior de arte, desde a sua fundação nas Academias da velha Itália séculos atrás.
Hoje o ensino artístico brasileiro, depois de muitas oscilações e incertezas, de várias tentativas mais ou menos bem sucedidas de reforma ao longo do século XX, que privilegiaram a espontaneidade e a emoção sobre a técnica e a reflexão, parece estar solidamente estabelecido. Mas em tempos recentes recuperou-se a antiga noção acadêmica de que a arte não é mero passatempo e diletantismo, mas sim um processo consciente de construção de conhecimento, com uma história e um campo de estudo próprios. A enorme produção contemporânea de literatura técnica e de pesquisa teórica, e a projeção que muitos artistas nacionais formados em escolas superiores têm obtido no exterior, também provam a vitalidade das instituições acadêmicas brasileiras, em renovação constante até os dias de hoje, e, neste sentido, muito da mais arrojada e visionária arte contemporânea brasileira é, strictu senso, e concedidas as diferenças inerentes às épocas, inteiramente acadêmica.

## Galeria de imagens adicionais

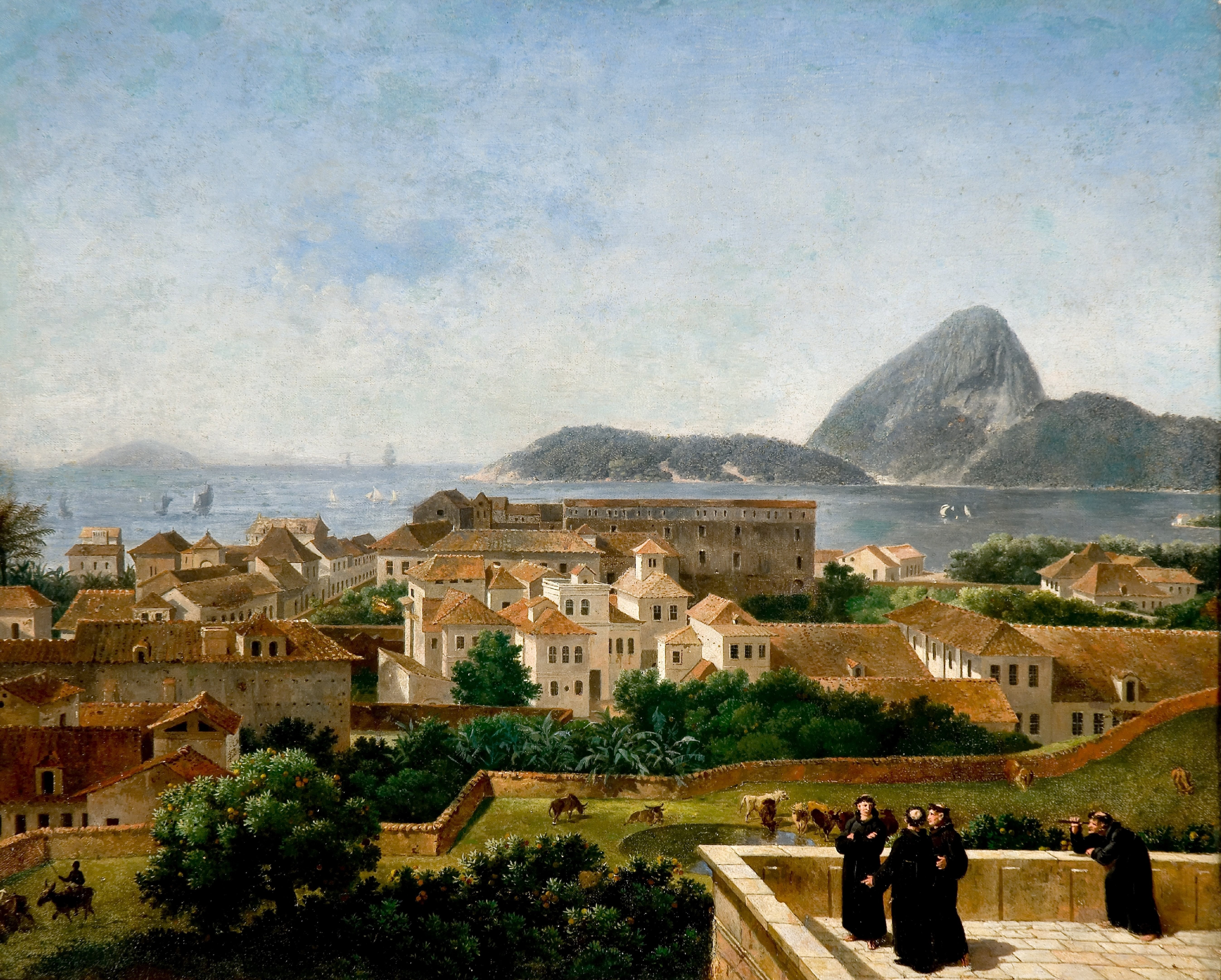
Nicolas-Antoine Taunay: Vista do Morro de Santo Antonio, 1816, MNBA
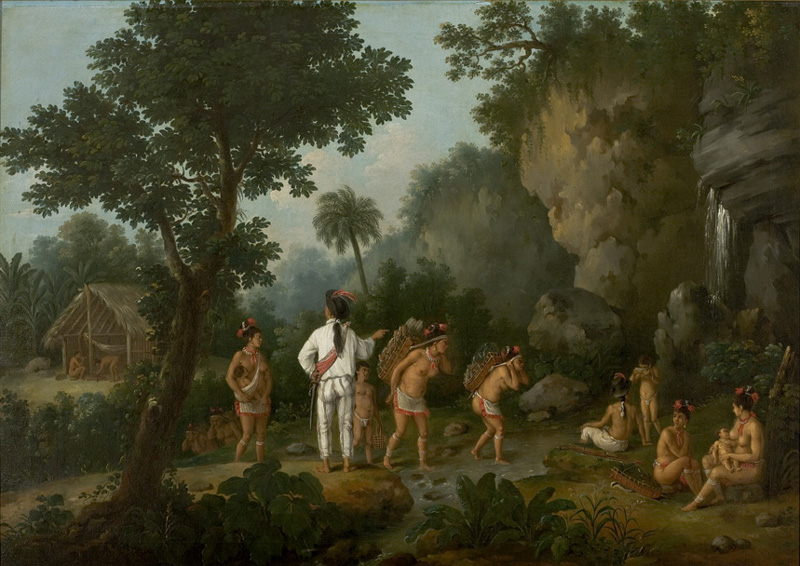
Jean-Baptiste Debret: Caçador de escravos, c. 1820, MASP
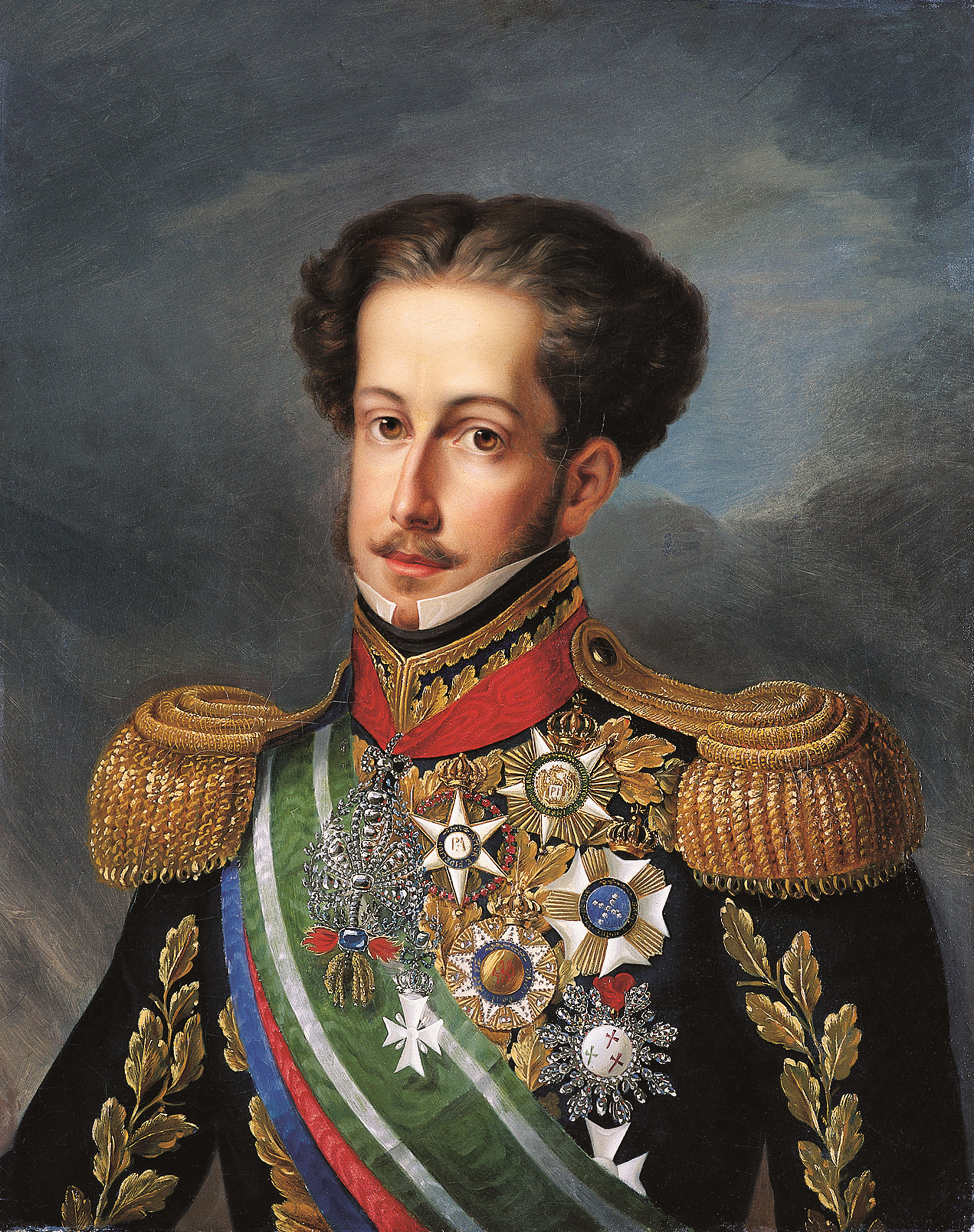
Simplício de Sá: Último retrato oficial de D. Pedro I, 1830, Museu Imperial
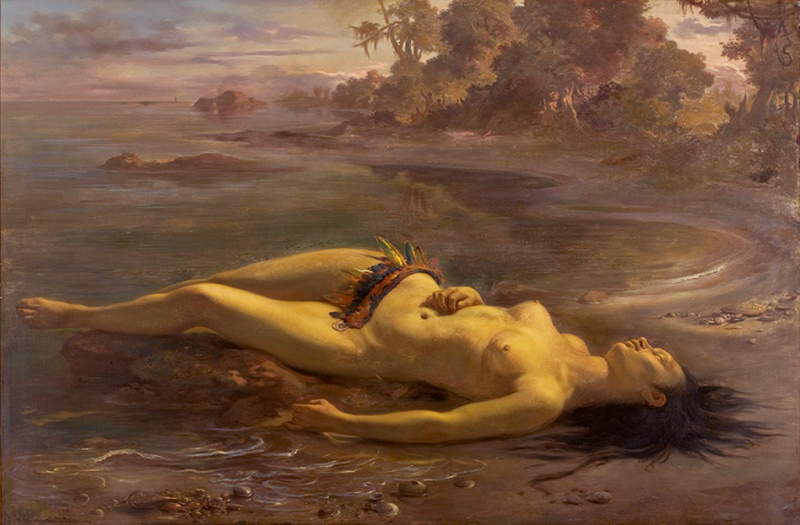
Victor Meirelles: Moema, 1866, MASP

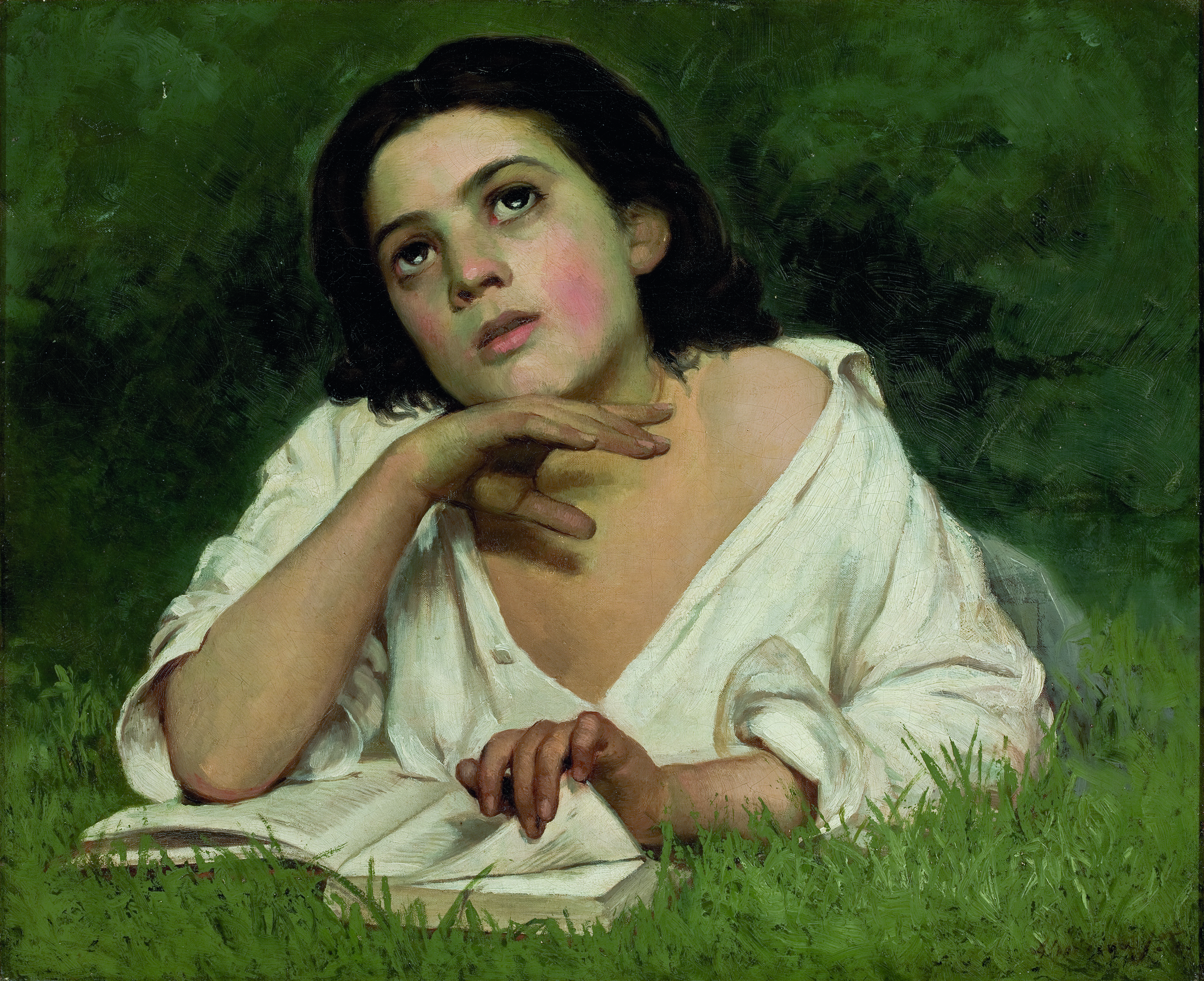
Almeida Júnior: Moça com livro, MASP
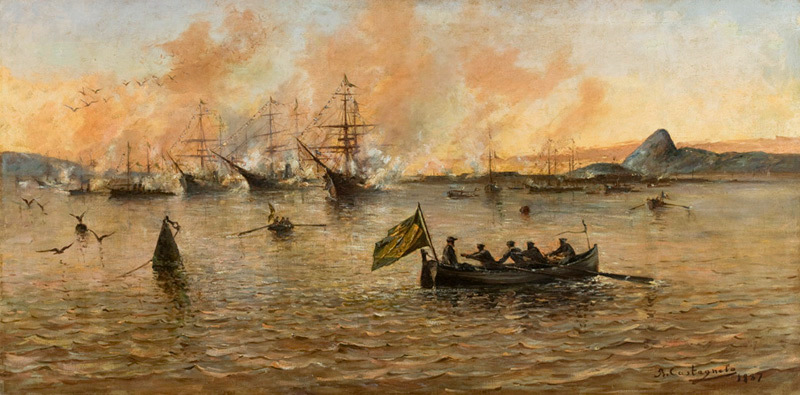
Giovanni Castagneto: Uma salva em dia de grande gala na baía do Rio de Janeiro, 1887, MASP
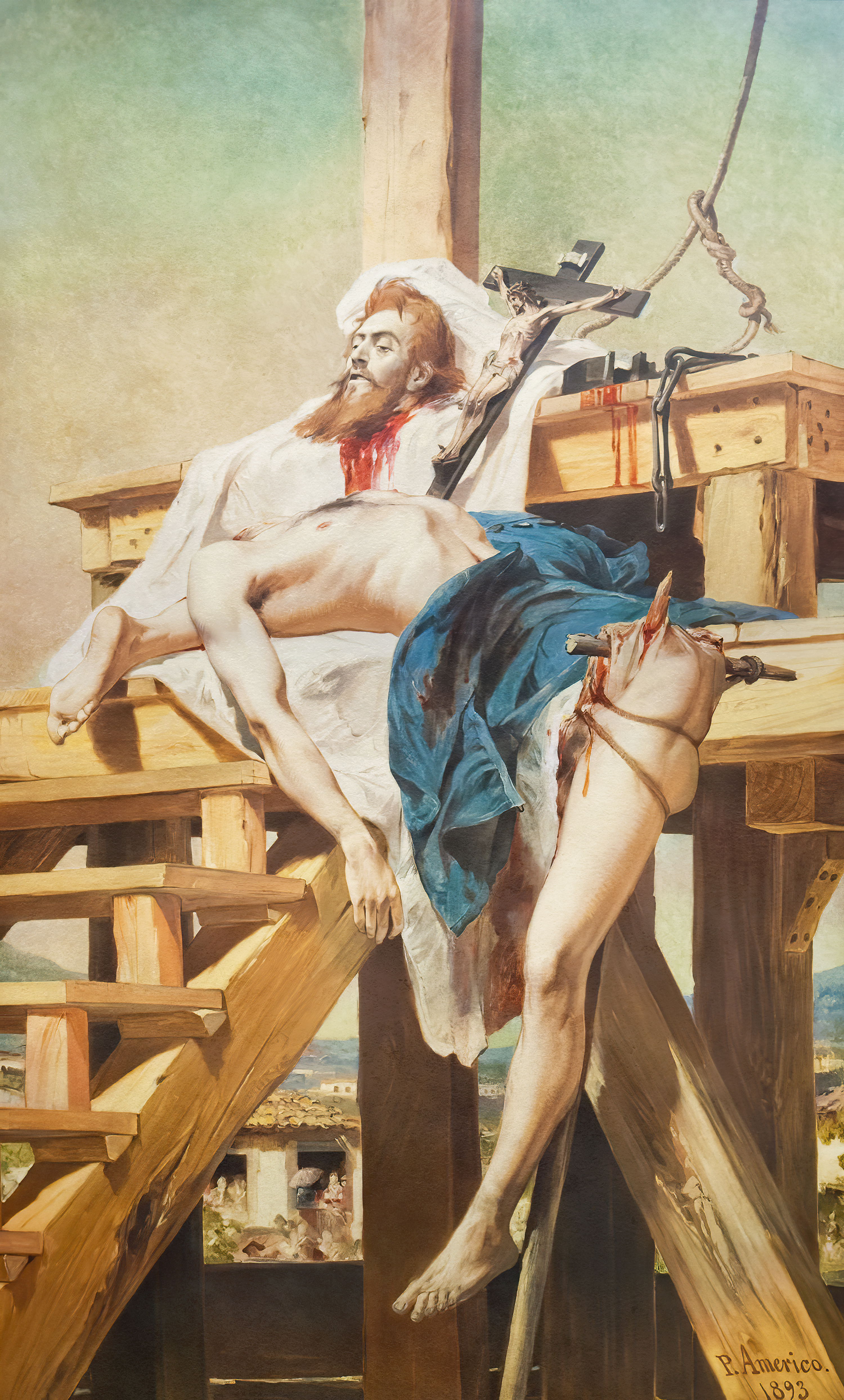
Pedro Américo: Tiradentes esquartejado, 1893, Museu Mariano Procópio.
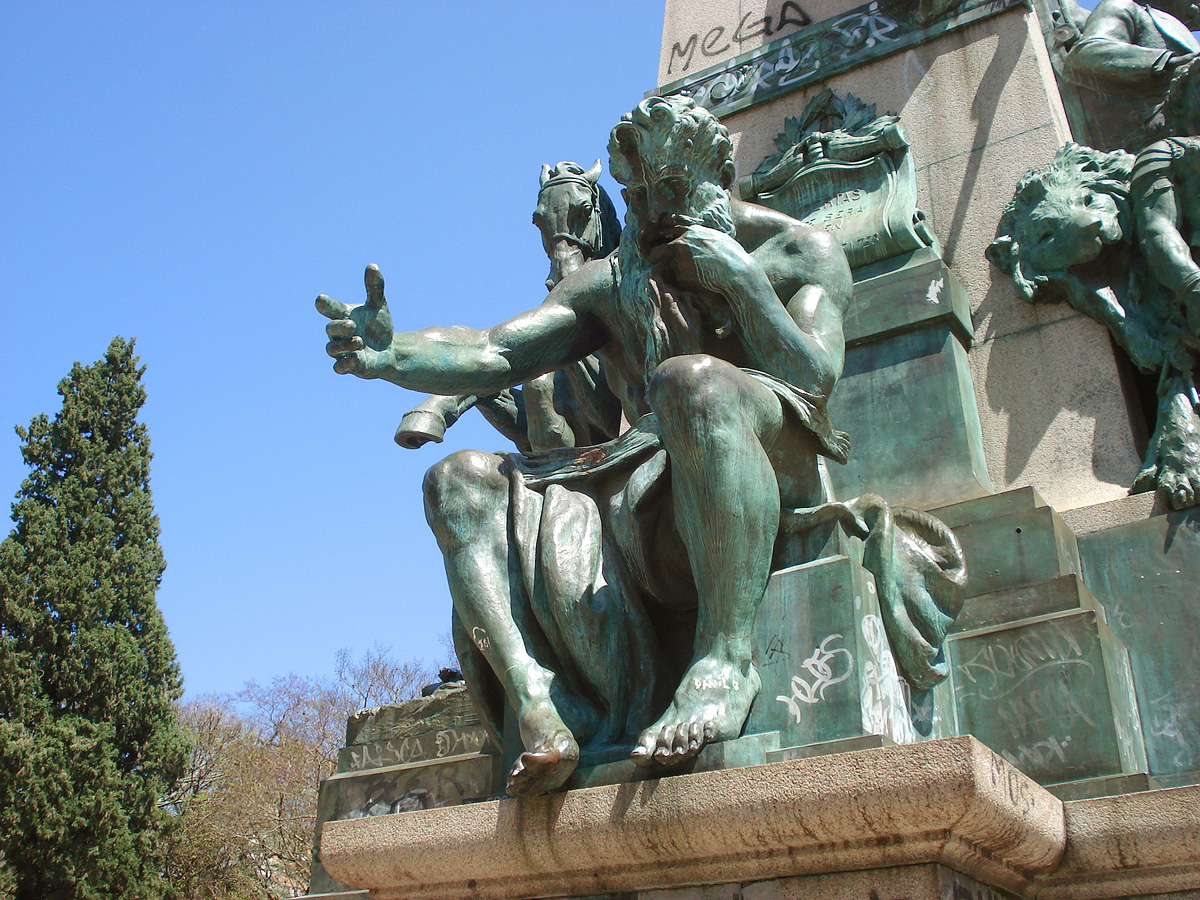
Décio Villares: Monumento a Júlio de Castilhos, c. 1913, Porto Alegre.